# Intel-Core-i-Serie

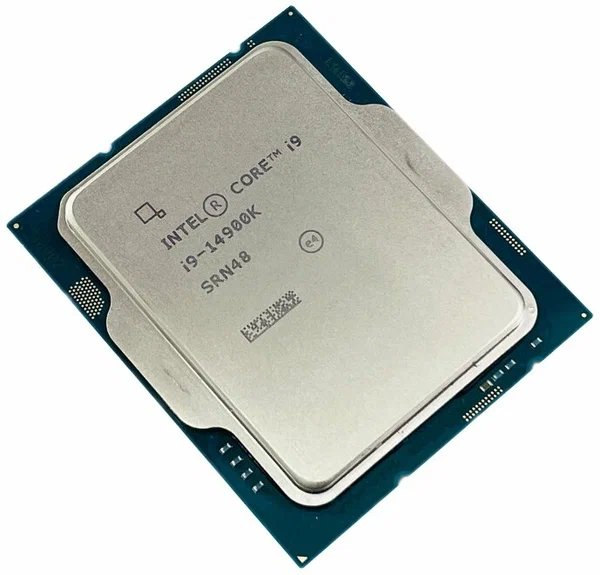
Intel Core i9-14900K

Die Core-i-Mikroprozessor-Familie ist eine x86-Mikroprozessor-Familie des Unternehmens Intel für typische Anwendungsbereiche wie die Büro-, Freizeit-, Multimedia- und Gaming-Nutzung. Durch Out-of-Order-Ausführung gehört sie zu den leistungsfähigsten verfügbaren Prozessoren von Intel. Sie bedient den Ultramobil-, Mobil-, Desktop- und den High-End-Desktop-Bereich.
Hervorgegangen ist sie 2008 durch Weiterentwicklung aus den 2006 entstandenen Core- und der Core-2-Familien. Aktuell befindet sich diese Familie in der 14. und voraussichtlich letzten Generation. Die nachfolgenden Intel-Prozessorfamilien ab Meteor Lake für Consumeranwendungen, die auf einem Tile-Ansatz basieren, sollen ein neues Namensschema der Form Intel Processor, Intel Core und Intel Core Ultra erhalten.
Die gleiche Architektur bei anderem Marketingnamen weisen die teureren Intel-Xeon-Server-Prozessoren und die günstigeren Intel-Pentium-G- und noch günstigeren Intel-Celeron-G-Prozessoren auf. Dagegen weisen die im Niedrigstpreissegment positionierten Intel-Atom-Mikroprozessoren eine andere und deutlich langsamere, aber auch sparsamere In-Order-Architektur auf. Diese werden unter den Namen Celeron-N, Celeron-J, Pentium-N und Pentium-J vermarktet. Gegenwärtig entwickelt Intel mit Lakefield hybride Prozessoren, die nach ARMs Vorbild die Vorteile beider Architekturen verbinden sollen.
Alle Core-i-Mikroprozessoren beherrschen den Intel-64-Befehlsatz sowie alle SSE-Vektor-Befehlserweiterungen bis mindestens SSE 4.2. Viele Prozessoren weisen neben einem Prozessor eine integrierte Grafikeinheit auf, die außer für Grafiklastiges für viele Aufgaben ausreichend ist.

## Entwicklung der Core-Mikroprozessor-Familie
Nachdem sich der Pentium 4 – eine durch eine sehr lange und mit sehr einfachen Teilaufgaben arbeitende und auf höchste Taktfrequenzen optimierte Architektur mit wenig IPC (Instructions per Cycle) – als Sackgasse herausgestellt hatte, wurde das Design des Pentium III wieder als Grundlage der Weiterentwicklung genommen.
Die heutigen Core-Prozessoren sind alle durch viele kleine Verbesserungen des ursprünglichen Pentium III-Designs entstanden, dessen Grunddesign wiederum auf dem Pentium Pro, dem Urvater dieser Prozessorreihe, beruht.
- März 2003: Der erste Prozessor auf dem Weg war der Intel Pentium M. Hier wurde ein Pentium III-Kern mit dem Speicherinterface des Pentium 4 versehen. Dazu muss man wissen, dass das Speicherinterface eines Pentium III für die Leistungsfähigkeit der CPU völlig unterdimensioniert war (Pentium 66: 0,53 GB/s, Pentium III/1400: gerade mal das Doppelte: 1,06 GB/s, Pentium M: 3,20 GB/s, Pentium 4: 3,20 bzw. 4,26 GB/s). Weiterhin wurde der L1-Cache von 2x16 KB auf 2x32 KB verdoppelt, der L2-Cache von den 0,25 MB des Pentium III Tualatin auf 1 MB vervierfacht, hinzu kamen Verbesserungen im Befehlsdecoder und Stromsparmaßnahmen wie SpeedStep. Diese Prozessoren, hergestellt in 130 nm, unter dem Namen Banias erreichten Taktfrequenzen von 1,7 GHz. Sie waren zwar langsamer als Pentium 4-Prozessoren, hatten aber nur ein Viertel der Leistungsaufnahme. Zusammen mit weiteren Eigenschaften (z. B. WLAN) vermarktete Intel diese Prozessoren zunächst nur im Notebook-Bereich unter der Marke Intel Centrino.
- Mai 2004: Mit dem nächsten Technologieknoten 90 nm wurde bei ähnlicher Chipfläche ein L2 von 2 MB möglich. Der Codename dieser Prozessoren lautet Dothan, Taktfrequenzen bis 2,26 GHz waren möglich. Die Leistungsfähigkeit bewegte sich im Bereich des Mobile Pentium 4 (Prescott) und der unteren Pentium 4-Prozessoren, bei einem Viertel der Verlustleistung.
- Jan. 2005: Der Front Side Bus wurde auf 533 MHz angehoben. Allerdings erhöhte der Pentium 4 im Gegenzug seinen FSB auf 800 MHz.
- Jan. 2006: Intel nennt den Pentium M in Intel Core um. Im Mai erscheinen erstmals Single-Core (Core Solo) und Dual-Core (Core Duo)-Prozessoren. Die Prozessoren sind weiterhin nur für den Mobilmarkt erhältlich. Front Side Bus wird weiter angehoben auf 667 MHz.
- Juli 2006: Zweite Generation der Core-Prozessoren, Core 2 Duo. Verdoppelung des L2-Caches. Erstmals sind auch Desktop-CPUs erhältlich. Die Taktfrequenzen sind relativ niedrig, allerdings ist für die Leistungsfähigkeit eines Pentium 4 nur etwa die halbe Taktfrequenz notwendig.
- Nov. 2006: Kentsfield: Quad-Core-Prozessoren sind als Zusammenschaltung zweier Dies erhältlich.
- Nov. 2007: Wechsel auf 45 nm. Penryn.
- Nov. 2008: Bloomfield: Der Speichercontroller wandert von der Northbridge in den Prozessor. Die restliche Kommunikation läuft aber weiterhin über eine Intel-X58-Northbridge (IOH),[3] die die PCI-Express-Lanes zur Grafikkarte zur Verfügung stellt und per DMI die Southbridge (PCH) anbindet, die SATA, USB und weitere PCI-Express-Lanes zur Verfügung stellt.
- Sep. 2009: Mit Lynnfield und Clarksfield verschwindet die Northbridge komplett im Prozessor. RAM und Grafikkarte werden direkt vom Prozessor angesteuert, die langsameren Komponenten werden über die ehemalige Southbridge, die jetzt Plattform Controller Hub (PCH) heißt, angesteuert.
- Jan. 2010: Shrink auf 32 nm. Westmere.
- Jan. 2011: Verbesserte Architektur Sandy Bridge (+18 %). Unterstützung von AVX (256 bit-Vektor-Befehle). Einzug eines Grafikprozessors in die CPU in Form der Intel Graphics 200.
- Apr. 2012: Planmäßiger Shrink auf 22 nm. Ivy Bridge.
- Jun 2013: Verbesserte Architektur Haswell (+15 %). Unterstützung von AVX2. Die Spannungsregler werden in die CPU eingebaut, allerdings in der nächsten Generation wieder ausgebaut.
- Jun. 2015: Shrink auf 14 nm mit reichlich einem Jahr Verspätung: Broadwell.
- Aug. 2015: Verbesserte Architektur Skylake (+11 %).
- Mai 2017: Mit Skylake X entsteht erstmals eine Prosumer-Reihe, die Intels AVX-512 unterstützt. Bis zu 18 Kerne.
- Im Mai 2017 kündigte Intel die Plattform Core i9 für das dritte Quartal 2017 an, deren Top-Modell Core i9-7980XE 18 Kerne besitzt. Es handelt sich dabei um Abwandlungen der Xeon Scalable Processors mit Skylake-X-Kernen, die den Sockel 2066 mit DDR4-Hauptspeicherkanälen nutzen.[4] Erste CPUs mit dem Prozessorkern namens Coffee Lake stehen seit Oktober 2017 zur Verfügung, für die Mainboards mit dem Chipsatz der 300-Reihe ausgestattet sein müssen.[5]
- Sep. 2020: Verbesserte Architektur Tiger Lake (+?? %). L2-Cache nun 1,25 MB/Kern groß (Verfünffachung innerhalb von 2 Jahren)

## Generationen von Intels Core-Prozessoren und Aufbau der Prozessornamen
Der komplette Prozessorname nach Intel hat folgenden Aufbau:
Intel Core i9-10900 KF Prozessor
Darin stellt
- i9 die Modellreihe dar, siehe Modellreihen.
- 10900 die Modellnummer dar, siehe Modellreihen von Desktop-Prozessoren. Enthalten sind hier weiterhin Suffixe oder der erste Buchstabe eines Suffixes, die zu dieser Prozessorfamilie fest dazugehören.
- KF das Suffix dar, siehe Suffixe.

Intel kann von diesen Namens-Schemata jederzeit abweichen und hat dies in der Vergangenheit häufig getan.
Für genauere Angaben ist das Datenblatt des entsprechenden Prozessors zu konsultieren, diese liegen auf der Intel-Prozessordaten-Webseite.
Die genauen Leistungsdaten hängen außerdem von Mainboard und der Leistung des Kühlers ab, dies spielt insbesondere bei Notebooks eine nicht unbeträchtliche Rolle.

### Modellreihen
Mit den Modellreihen unterteilt Intel seine Prozessoren in Leistungsklassen.
Die Zuordnung unterliegt keinen festen Regeln, im Allgemeinen sind Prozessoren höherer Modellreihen schneller und besser ausgestattet als Prozessoren niedrigerer Modellreihen.
Das umfasst:
- Anzahl der Kerne, Unterstützung von Hyper-Threading
- freigeschalteter L3-Cache
- erlaubter Takt des RAMs
- Managebarkeit der Rechner: z. B. Intel vPro
- Management-Features wie Trusted Execution Technology
- Modell mit freischaltbarem Multiplikator verfügbar?

Die Eigenschaften wechseln aber auch innerhalb der Modellreihen, so dass die Modellnummer erst die Eigenschaften der CPU beschreibt
(z. B. weist der i5-10400 kein vPro auf, die i5-10500 und i5-10600 haben vPro, was für Einsatz in Unternehmen essentiell ist).
Allerdings steht mit der Modellnummer auch die Modellreihe fest, so dass die Angabe der Modellreihe redundant ist.
Intel verwendet als Modellreihen für Prozessoren der Core-i-Architektur:
- Core i3 (z. B. Core i3-9100) für Prozessoren im unteren Leistungsbereich,
- Core i5 (z. B. Core i5-9400) für Prozessoren im mittleren Leistungsbereich,
- Core i7 (z. B. Core i7-9700) für Prozessoren im oberen Leistungsbereich und
- Core i9 (z. B. Core i9-9900) für die leistungsfähigsten Prozessoren (seit 2017).

Technisch gehören zur Intel-Core-i-Serie weiterhin
- Core m3, Core m5 und Core m7 (z. B. Core m3-7Y32) für extrem stromsparende Dualcore-Prozessoren (2014–2018, seit 2018 wieder Core i) und
- Celeron G, Pentium G und Pentium Gold (z. B. Celeron G 5925) für abgespeckte Dualcore-Prozessoren,

letztere beruhen im Gegensatz zur J- und N-Serie auf der gleichen Architektur wie die restlichen Core-i-Prozessoren. Die Ultra-Low-Power-Prozessoren der Core-M-Reihe werden ab der 8. Generation teilweise (es gibt einen Core m3-8100Y und einen Core i5-8200Y mit sehr ähnlichen Leistungsparametern) und ab der 10. Generation wieder vollständig als Core-i-Prozessoren geführt (siehe Modellreihen-Tabelle).
Vergleichbar sind Modellreihen allerdings nur für Prozessoren gleicher Generation (7., 8., 9. oder 10.) und gleichen Einsatzzweckes (Desktop vs. Mobil).
So hat beispielsweise der i3-8100 vier Kerne (der Vorgänger i3-7100 zwei) und der i7-7600U nur zwei Kerne (erst der i7-8550U hat vier).

#### Modellreihen von Desktop-Prozessoren
| Gen                                                                                 |      | Modelle        | Kerne | Hyper Thread.                         | vPro                                  | Takt (MHz) | Takt (MHz)                            | Takt (MHz) | Mult. offen?                          | L3     |
| Gen                                                                                 | Base | Modelle        | Kerne | Hyper Thread.                         | vPro                                  | Boost      | RAM                                   |            | Mult. offen?                          | L3     |
| ----------------------------------------------------------------------------------- | ---- | -------------- | ----- | ------------------------------------- | ------------------------------------- | ---------- | ------------------------------------- | ---------- | ------------------------------------- | ------ |
|                                                                                     |      |                |       |                                       |                                       |            |                                       |            |                                       |        |
| 1                                                                                   | i3   | 530–560        | 2     | Grünes Häkchensymbol für ja           | Rotes X oder Kreuzchensymbol für nein | 3066–3333  | Rotes X oder Kreuzchensymbol für nein | DDR3-1333  | ?                                     | 4 MB   |
| 1                                                                                   | i5   | 650–680        | 2     | Grünes Häkchensymbol für ja           | Rotes X oder Kreuzchensymbol für nein | 3200–3600  | 3466–3866                             | DDR3-1333  | ?                                     | 4 MB   |
| 1                                                                                   | i5   | 750–760        | 4     | Rotes X oder Kreuzchensymbol für nein | Rotes X oder Kreuzchensymbol für nein | 2400–3066  | 3200–3733                             | DDR3-1333  | ?                                     | 8 MB   |
| 1                                                                                   | i7   | 860–880        | 4     | Grünes Häkchensymbol für ja           | Rotes X oder Kreuzchensymbol für nein | 2800–3066  | 3466–3733                             | DDR3-1333  | ?                                     | 8 MB   |
|                                                                                     |      |                |       |                                       |                                       |            |                                       |            |                                       |        |
| 2                                                                                   | i3   | 2100–2130      | 2     | Grünes Häkchensymbol für ja           | Rotes X oder Kreuzchensymbol für nein | 3100–3400  | Rotes X oder Kreuzchensymbol für nein | DDR3-1333  | Rotes X oder Kreuzchensymbol für nein | 3 MB   |
| 2                                                                                   | i5   | 2300–2550K     | 4     | Rotes X oder Kreuzchensymbol für nein | Rotes X oder Kreuzchensymbol für nein | 2800–3400  | 3100–3800                             | DDR3-1333  | teilweise                             | 6 MB   |
| 2                                                                                   | i7   | 2600K, 2700K   | 4     | Grünes Häkchensymbol für ja           | Rotes X oder Kreuzchensymbol für nein | 3400–3500  | 3800–3900                             | DDR3-1333  | Grünes Häkchensymbol für ja           | 8 MB   |
| Von der 2. bis zur 7. Generation folgt Intel einem weitgehend einheitlichen Schema. |      |                |       |                                       |                                       |            |                                       |            |                                       |        |
| 7                                                                                   | i3   | 7100–7350K     | 2     | Grünes Häkchensymbol für ja           | Rotes X oder Kreuzchensymbol für nein | 3900–4200  | Rotes X oder Kreuzchensymbol für nein | DDR4-2400  | teilweise                             | 3–4 MB |
| 7                                                                                   | i5   | 7400–7600K     | 4     | Rotes X oder Kreuzchensymbol für nein | Rotes X oder Kreuzchensymbol für nein | 3000–3800  | 3500–4200                             | DDR4-2400  | teilweise                             | 6 MB   |
| 7                                                                                   | i7   | 7700K          | 4     | Grünes Häkchensymbol für ja           | Rotes X oder Kreuzchensymbol für nein | 4200       | 4500                                  | DDR4-2400  | Grünes Häkchensymbol für ja           | 8 MB   |
|                                                                                     |      |                |       |                                       |                                       |            |                                       |            |                                       |        |
| 8                                                                                   | i3   | 8100–8350K     | 4     | Rotes X oder Kreuzchensymbol für nein | Rotes X oder Kreuzchensymbol für nein | 3600–4000  | Rotes X oder Kreuzchensymbol für nein | DDR4-2400  | teilweise                             | 6–8 MB |
| 8                                                                                   | i5   | 8400–8600K     | 6     | Rotes X oder Kreuzchensymbol für nein | teilweise                             | 2800–3600  | 4000–4300                             | DDR4-2666  | teilweise                             | 9 MB   |
| 8                                                                                   | i7   | 8700K, 8086K   | 6     | Grünes Häkchensymbol für ja           | Grünes Häkchensymbol für ja           | 3700–4000  | 4700–5000                             | DDR4-2666  | Grünes Häkchensymbol für ja           | 12 MB  |
|                                                                                     |      |                |       |                                       |                                       |            |                                       |            |                                       |        |
| 09                                                                                  | i3   | 9100–9350K     | 4     | Rotes X oder Kreuzchensymbol für nein | Rotes X oder Kreuzchensymbol für nein | 3600–4000  | 4200–4600                             | DDR4-2400  | teilweise                             | 6–8 MB |
| 09                                                                                  | i5   | 9400–9600K     | 6     | Rotes X oder Kreuzchensymbol für nein | teilweise                             | 2900–3700  | 4100–4600                             | DDR4-2666  | teilweise                             | 9 MB   |
| 09                                                                                  | i7   | 9700K          | 8     | Rotes X oder Kreuzchensymbol für nein | Grünes Häkchensymbol für ja           | 3600       | 4900                                  | DDR4-2666  | Grünes Häkchensymbol für ja           | 12 MB  |
| 09                                                                                  | i9   | 9900K          | 8     | Grünes Häkchensymbol für ja           | Grünes Häkchensymbol für ja           | 3600       | 5000                                  | DDR4-2666  | Grünes Häkchensymbol für ja           | 16 MB  |
|                                                                                     |      |                |       |                                       |                                       |            |                                       |            |                                       |        |
| 10                                                                                  | i3   | 10100–10320    | 4     | Grünes Häkchensymbol für ja           | Rotes X oder Kreuzchensymbol für nein | 3600–3800  | 4300–4600                             | DDR4-2666  | Rotes X oder Kreuzchensymbol für nein | 6–8 MB |
| 10                                                                                  | i5   | 10400–10600K   | 6     | Grünes Häkchensymbol für ja           | teilweise                             | 2900–4100  | 4300–4800                             | DDR4-2666  | teilweise                             | 12 MB  |
| 10                                                                                  | i7   | 10700K         | 8     | Grünes Häkchensymbol für ja           | Grünes Häkchensymbol für ja           | 3800       | 5100                                  | DDR4-2933  | Grünes Häkchensymbol für ja           | 16 MB  |
| 10                                                                                  | i9   | 10850K, 10900K | 10    | Grünes Häkchensymbol für ja           | Grünes Häkchensymbol für ja           | 3600–3700  | 5200–5300                             | DDR4-2933  | Grünes Häkchensymbol für ja           | 20 MB  |
|                                                                                     |      |                |       |                                       |                                       |            |                                       |            |                                       |        |
| 11                                                                                  | i3   | 11100B         | 4     | Grünes Häkchensymbol für ja           | Grünes Häkchensymbol für ja           | 3600       | 4400                                  | DDR4-2666  | ?                                     | 12 MB  |
| 11                                                                                  | i5   | 11600K         | 6     | Grünes Häkchensymbol für ja           | Grünes Häkchensymbol für ja           | 3900       | 4900                                  | DDR4-3200  | ?                                     | 12 MB  |
| 11                                                                                  | i7   | 11700K         | 8     | Grünes Häkchensymbol für ja           | Grünes Häkchensymbol für ja           | 3600       | 5000                                  | DDR4-3200  | Grünes Häkchensymbol für ja           | 16 MB  |
| 11                                                                                  | i9   | 11900K         | 8     | Grünes Häkchensymbol für ja           | Grünes Häkchensymbol für ja           | 3500       | 5300                                  | DDR4-3200  | Grünes Häkchensymbol für ja           | 16 MB  |
|                                                                                     |      |                |       |                                       |                                       |            |                                       |            |                                       |        |
| 12                                                                                  |      |                |       |                                       |                                       |            |                                       |            |                                       |        |
|                                                                                     |      |                |       |                                       |                                       |            |                                       |            |                                       |        |
| 13                                                                                  |      |                |       |                                       |                                       |            |                                       |            |                                       |        |
|                                                                                     |      |                |       |                                       |                                       |            |                                       |            |                                       |        |
| 14                                                                                  |      |                |       |                                       |                                       |            |                                       |            |                                       |        |

#### Modellreihen von Mobil-Prozessoren
| Gen       |      | Modelle                       | Kerne | Hyper Thread.                         | Takt (MHz) | Takt (MHz)                            | Takt (MHz)   | L3       |
| Gen       | Base | Modelle                       | Kerne | Hyper Thread.                         | Boost      | RAM                                   |              | L3       |
| --------- | ---- | ----------------------------- | ----- | ------------------------------------- | ---------- | ------------------------------------- | ------------ | -------- |
|           |      |                               |       |                                       |            |                                       |              |          |
| 1         | i3   | 330UM–390M                    | 2     | Grünes Häkchensymbol für ja           | 1200–2666  | Rotes X oder Kreuzchensymbol für nein | DDR3-1066    | 3 MB     |
| 1         | i5   | 430UM–580M                    | 2     | Grünes Häkchensymbol für ja           | 1200–2666  | 1733–3333                             | DDR.-....    | . MB     |
| 1         | i7   | 620UM–640M                    | 2     | Grünes Häkchensymbol für ja           | 1066–2800  | 2133–3466                             | DDR.-....    | 4 MB     |
| 1         | i7   | 720QM–940XM                   | 4     | Grünes Häkchensymbol für ja           | 1600–2133  | 2800–3333                             | DDR.-....    | 6–8 MB   |
|           |      |                               |       |                                       |            |                                       |              |          |
| 2         | i3   | 2357M–2375M                   | 2     | Grünes Häkchensymbol für ja           | 1300–2400  | Rotes X oder Kreuzchensymbol für nein | DDR3-1333    | 3 MB     |
| 2         | i5   | 2467M–2557M                   | 2     | Grünes Häkchensymbol für ja           | 1400–2600  | 2300–3300                             | DDR.-....    | . MB     |
| 2         | i7   | 2617M–2640M                   | 2     | Grünes Häkchensymbol für ja           | 1500–2800  | 2600–3500                             | DDR.-....    | 4 MB     |
| 2         | i7   | 2630QM–2960XM                 | 4     | Grünes Häkchensymbol für ja           | 2000–2700  | 2900–3700                             | DDR3-1600    | 6–8 MB   |
| . . . . . |      |                               |       |                                       |            |                                       |              |          |
| 7         | i3   | 7020U–7167U, 7100H            | 2     | Grünes Häkchensymbol für ja           | 2300–3000  | Rotes X oder Kreuzchensymbol für nein | LPDDR3-1866  | 3 MB     |
| 7         | i5   | ...–...                       | 2     | Grünes Häkchensymbol für ja           | ....–....  | ....–....                             | LPDDR.-....  | 3–6 MB   |
| 7         | i5   | ...–...                       | 4     | Rotes X oder Kreuzchensymbol für nein | ....–....  | ....–....                             | LPDDR.-....  | 6 MB     |
| 7         | i7   | ...–...                       | 2     | Grünes Häkchensymbol für ja           | ....–....  | ....–....                             | LPDDR.-....  | . MB     |
| 7         | i7   | ...–...                       | 4     | Grünes Häkchensymbol für ja           | ....–....  | ....–....                             | LPDDR.-....  | . MB     |
|           |      |                               |       |                                       |            |                                       |              |          |
| 8         | i3   | ...–...                       | 2     | Grünes Häkchensymbol für ja           | ....–....  | ....–....                             | LPDDR.-....  | 4 MB     |
| 8         | i3   | ...–...                       | 4     | Rotes X oder Kreuzchensymbol für nein | ....–....  | Rotes X oder Kreuzchensymbol für nein | LPDDR.-....  | 6 MB     |
| 8         | i5   | ...–...                       | 2     | Grünes Häkchensymbol für ja           | ....–....  | ....–....                             | LPDDR.-....  | 4 MB     |
| 8         | i5   | ...–...                       | 4     | Grünes Häkchensymbol für ja           | ....–....  | ....–....                             | LPDDR.-....  | 6–8 MB   |
| 8         | i5   | ...–...                       | 6     | Rotes X oder Kreuzchensymbol für nein | ....–....  | ....–....                             | LPDDR.-....  | 9 MB     |
| 8         | i7   | ...–...                       | 2     | Grünes Häkchensymbol für ja           | ....–....  | ....–....                             | LPDDR.-....  | . MB     |
| 8         | i7   | ...–...                       | 4     | Grünes Häkchensymbol für ja           | ....–....  | ....–....                             | LPDDR.-....  | . MB     |
| 8         | i7   | 8750HQ                        | 6     | Grünes Häkchensymbol für ja           | 2200       | 4100                                  | DDR4-2666    | . MB     |
| 8         | i9   | 8950HK                        | 6     | Grünes Häkchensymbol für ja           | 2900       | 4800                                  | DDR.-....    | 12 MB    |
|           |      |                               |       |                                       |            |                                       |              |          |
| 09        | i5   | ...–...                       | 4     | Grünes Häkchensymbol für ja           | ....–....  | ....–....                             | DDR.-....    | . MB     |
| 09        | i7   | ...–...                       | 6     | Grünes Häkchensymbol für ja           | ....–....  | ....–....                             | DDR.-....    | . MB     |
| 09        | i9   | 9880H, 9980H                  | 8     | Grünes Häkchensymbol für ja           | 2300–2400  | 4800–5000                             | DDR.-....    | 16 MB    |
|           |      |                               |       |                                       |            |                                       |              |          |
| 10        | i3   | ...–...                       | 2     | Grünes Häkchensymbol für ja           | ....–....  | ....–....                             | DDR.-....    | . MB     |
| 10        | i5   | ...–...                       | 4     | Grünes Häkchensymbol für ja           | ....–....  | ....–....                             | DDR.-....    | . MB     |
| 10        | i7   | ...–...                       | 4–8   | Grünes Häkchensymbol für ja           | ....–....  | ....–....                             | DDR.-....    | . MB     |
| 10        | i9   | 10885H, 10980H                | 8     | Grünes Häkchensymbol für ja           | 2400       | 5300                                  | DDR4-2933    | 16 MB    |
|           |      |                               |       |                                       |            |                                       |              |          |
| 11        | i3   | 1110G4–1125G4                 | 2–4   | Grünes Häkchensymbol für ja           |            | 3500–4100                             | LPDDR4x-3733 | 6–8 MB   |
| 11        | i5   | 1130G7–1135G7                 | 4     | Grünes Häkchensymbol für ja           |            | 4000–4200                             | LPDDR4x-4267 | 8 MB     |
| 11        | i7   | 1160G7–1185G7                 | 4     | Grünes Häkchensymbol für ja           | ....–....  | 4400–4800                             | LPDDR..-.... | 12 MB    |
|           |      |                               |       |                                       |            |                                       |              |          |
| 12        | i3   | 1215U, 1220P                  | 6-10  | Grünes Häkchensymbol für ja           | 900–1500   | 3300–4400                             | DDR5-4800    | 10–12 MB |
| 12        | i5   | 1245U, 1250P, 12600H, 12600HX | 10-12 | Grünes Häkchensymbol für ja           | 1200–2700  | 3300–4600                             | DDR.-....    | 12–18 MB |
| 12        | i7   | 1265U, 1280P, 12800H, 12850HX | 10-16 | Grünes Häkchensymbol für ja           | 1300–2400  | 3400–4800                             | DDR.-....    | 12–25 MB |
| 12        | i9   | 12900H, 12900HK, 12950HX      | 14-16 | Grünes Häkchensymbol für ja           | 1700–2500  | 3600–5000                             | DDR.-....    | 24–30 MB |
|           |      |                               |       |                                       |            |                                       |              |          |
| 13        | i3   | 1315U                         | 6     | Grünes Häkchensymbol für ja           | 900–1200   | 3300–4500                             | DDR5-5200    | 10 MB    |
| 13        | i5   | 1345U, 1350P, 13600H, 13600HX | 10-14 | Grünes Häkchensymbol für ja           | 1200–2800  | 3500–4800                             | DDR.-....    | 12–24 MB |
| 13        | i7   | 1365U, 1370P, 13800H, 13850HX | 10-20 | Grünes Häkchensymbol für ja           | 1300–2500  | 3900–5300                             | DDR5-5600    | 12–30 MB |
| 13        | i9   | 13905H, 13900HK, 13980HX      | 14-24 | Grünes Häkchensymbol für ja           | 1600–2600  | 4000–5600                             | DDR.-....    | 24–36 MB |
|           |      |                               |       |                                       |            |                                       |              |          |
| 14        | i5   | 14500HX                       | 14    | Grünes Häkchensymbol für ja           | 1900–2600  | 3500–4900                             | DDR.-....    | 24 MB    |
| 14        | i7   | 14700HX                       | 20    | Grünes Häkchensymbol für ja           | 1500–2100  | 3900–5500                             | DDR.-....    | 33 MB    |
| 14        | i9   | 14900HX                       | 24    | Grünes Häkchensymbol für ja           | 1600–2200  | 4100–5800                             | DDR.-....    | 36 MB    |

#### Modellreihen von High-End-Desktop-Prozessoren
| Gen |      | Modelle        | Kerne | Hyper Thread.               | Takt (MHz) | Takt (MHz) | Takt (MHz) | Mult. offen? | L3         |
| Gen | Base | Modelle        | Kerne | Hyper Thread.               | Boost      | RAM        |            | Mult. offen? | L3         |
| --- | ---- | -------------- | ----- | --------------------------- | ---------- | ---------- | ---------- | ------------ | ---------- |
|     |      |                |       |                             |            |            |            |              |            |
| 1   | i7   | 920–975        | 40    | Grünes Häkchensymbol für ja | 2666–3333  | 2933–3600  | DDR3-1066  | ?            | 8 MB       |
| 1   | i7   | 970–990X       | 60    | Grünes Häkchensymbol für ja | 3200–3466  | 3466–3733  | DDR3-1066  | ?            | 12 MB      |
|     |      |                |       |                             |            |            |            |              |            |
| 2   | i7   | 3820–3970X     | 4–60  | Grünes Häkchensymbol für ja | 3200–3600  | 3800–4000  | DDR3-1600  | ?            | 10–15 MB   |
| 3   | i7   | 4820K–4960X    | 4–60  | Grünes Häkchensymbol für ja | 3400–3700  | 3900–4000  | DDR3-1866  | ?            | 10–15 MB   |
| 4   | i7   | 5820K–5960X    | 6–80  | Grünes Häkchensymbol für ja | 3000–3500  | 3500–3700  | DDR4-2133  | ?            | 15–20 MB   |
| 5   | i7   | 6800K–6950X    | 6–10  | Grünes Häkchensymbol für ja | 3000–3600  | 3500–3800  | DDR4-2400  | ?            | 15–25 MB   |
|     |      |                |       |                             |            |            |            |              |            |
| 6   | i7   | 7800X–7820X    | 6–80  | Grünes Häkchensymbol für ja | 3500–3600  | 4000–4500  | DDR4-2400  | ?            | 8¼–11 MB   |
| 6   | i9   | 7900X–7980XE   | 10–18 | Grünes Häkchensymbol für ja | 2600–3300  | 4400–4500  | DDR4-2666  | ?            | 13¾–24¾ MB |
|     |      |                |       |                             |            |            |            |              |            |
| 8   | i7   | 9800X          | 80    | Grünes Häkchensymbol für ja | 3800       | 4500       | DDR4-2666  | ?            | 16½ MB     |
| 8   | i9   | 9820X–9980XE   | 10–18 | Grünes Häkchensymbol für ja | 3000–3500  | 4200–4500  | DDR4-2666  | ?            | 16½–24¾ MB |
|     |      |                |       |                             |            |            |            |              |            |
| 10  | i9   | 10900X–10980XE | 10–18 | Grünes Häkchensymbol für ja | 3000–3700  | 4500–4600  | DDR4-2933  | ?            | 19¼–24¾ MB |

Die letzten Vertreter dieser Reihe kamen Ende 2019 heraus. Seitdem gibt es keine neuen CPUs dieses Segments unter dem Namen Core i. Seit Anfang 2023 ist stattdessen die Xeon w3/w5/w7/w9-Serie herausgekommen, die mindestens vergleichbare Features hat (64 PCIe-Lanes, 6 bis 56 Kerne, 4 bis 8 Speicherkanäle, bis 2 TByte ECC-RAM, Dual AVX-512, hohe Taktfrequenzen bei ähnlichen Preisen).

### Generationen und Modellnummern
Der Modellreihe folgt die Modellnummer. Diese beginnt mit der Generationsnummer gefolgt von der konkreten Artikelnummer (Stock Keeping Unit digits: zwei bis drei weiteren Ziffern):
Intel Core i7-720 QM  (keine Generationsnummer in der ersten Generation, Modellnummer dreistellig)
Intel Core i7-2720 QM (vorangestellte Generationsnummer, Modellnummer nun vierstellig)
Intel Core m3-8100 Y
Intel Core i9-10900 K (vorangestellte zweistellige Generationsnummer, Modellnummer nun fünfstellig)
Intel Core i7-1160 G7 (vorangestellte zweistellige Generationsnummer, Artikelnummer nur noch zweistellig, Modellnummer daher vierstellig)
Legende:
|   |  | Desktop-Prozessor: Desktop-Board                                                                              |
|   |  | Desktop-Prozessor: Desktop-Board, Refresh mit erhöhter Taktfrequenz                                           |
|   |  | Desktop-Prozessor: benötigt aber Server-Board                                                                 |
|   |  | High-End-Desktop-Prozessor (HEDT): benötigt Server-Board                                                      |
|   |  | Mobil-Prozessor: verlötet, verringerte Leistungsaufnahme, geringere Leistung                                  |
|   |  | Ultra-Mobil-Prozessor: verlötet, lüfterloser Betrieb, Tablets                                                 |
| † |  | Es gibt (weitere) Ultra-Mobil-Prozessoren mit einer TDP von 4,5 W bis 5 W, die unter dem Namen Core-M laufen. |
| Technologie | Familie                | Mikro- architektur  | Gen. | Prozessoren         | Veröffentlichung | physische Kerne | RAM/ (DDR-) | Sockel        | Aufbau der Modellnr. | Beispiel- Prozessor | Befehlssatz-Erweiterungen (über SSE4 hinaus) | Befehlssatz-Erweiterungen (über SSE4 hinaus) | Befehlssatz-Erweiterungen (über SSE4 hinaus) | Befehlssatz-Erweiterungen (über SSE4 hinaus) | Befehlssatz-Erweiterungen (über SSE4 hinaus) |
| Technologie | Familie                | Mikro- architektur  | Gen. | Prozessoren         | Veröffentlichung | physische Kerne | RAM/ (DDR-) | Sockel        | Aufbau der Modellnr. | Beispiel- Prozessor | AVX                                          | AVX2 FMA3 F16C                               | AES BMI1 BMI2                                | ADX CLMUL RNG                                | AVX- 512                                     |
| ----------- | ---------------------- | ------------------- | ---- | ------------------- | ---------------- | --------------- | ----------- | ------------- | -------------------- | ------------------- | -------------------------------------------- | -------------------------------------------- | -------------------------------------------- | -------------------------------------------- | -------------------------------------------- |
| 45 nm       | Nehalem                | Nehalem             | 01   | Lynnfield           | August 2009      | 0–4             | 2 (3)       | Sockel 1156   | 07** / 8**           | i7-860              | Rotes X oder Kreuzchensymbol für nein        | Rotes X oder Kreuzchensymbol für nein        | Rotes X oder Kreuzchensymbol für nein        | Rotes X oder Kreuzchensymbol für nein        | Rotes X oder Kreuzchensymbol für nein        |
| 45 nm       | Nehalem                | Nehalem             | 01   | Clarksfield         | September 2009   | 0–4             | 2           | Sockel G1     | 07**... 9**          | i7-720QM            | Rotes X oder Kreuzchensymbol für nein        | Rotes X oder Kreuzchensymbol für nein        | Rotes X oder Kreuzchensymbol für nein        | Rotes X oder Kreuzchensymbol für nein        | Rotes X oder Kreuzchensymbol für nein        |
| 45 nm       | Nehalem                | Nehalem             | 01   | Bloomfield          | November 2008    | 0–4             | 3           | Sockel 1366   | 09**                 | i7-920              | Rotes X oder Kreuzchensymbol für nein        | Rotes X oder Kreuzchensymbol für nein        | Rotes X oder Kreuzchensymbol für nein        | Rotes X oder Kreuzchensymbol für nein        | Rotes X oder Kreuzchensymbol für nein        |
| 32 nm       | Westmere               | Westmere            | 01   | Clarkdale           | Januar 2010      | 0–2             | 2           | Sockel 1156   | 05** / 6**           | i5-680              | Rotes X oder Kreuzchensymbol für nein        | Rotes X oder Kreuzchensymbol für nein        | Rotes X oder Kreuzchensymbol für nein        | Rotes X oder Kreuzchensymbol für nein        | Rotes X oder Kreuzchensymbol für nein        |
| 32 nm       | Westmere               | Westmere            | 01   | Arrandale           | 1. Quartal 2010  | 0–2             | 2           | Sockel G1     | 03**... 6**          | i3-380M             | Rotes X oder Kreuzchensymbol für nein        | Rotes X oder Kreuzchensymbol für nein        | Rotes X oder Kreuzchensymbol für nein        | Rotes X oder Kreuzchensymbol für nein        | Rotes X oder Kreuzchensymbol für nein        |
| 32 nm       | Westmere               | Westmere            | 01   | Gulftown            | März 2010        | 0–6             | 3           | Sockel 1366   | 09**                 | i7-970              | Rotes X oder Kreuzchensymbol für nein        | Rotes X oder Kreuzchensymbol für nein        | Rotes X oder Kreuzchensymbol für nein        | Rotes X oder Kreuzchensymbol für nein        | Rotes X oder Kreuzchensymbol für nein        |
| 32 nm       | Sandy Bridge           | Sandy Bridge        | 02   | Sandy Bridge        | Januar 2011      | 02–4            | 2 (3)       | Sockel 1155   | 02***                | i7-2600             | Grünes Häkchensymbol für ja                  | Rotes X oder Kreuzchensymbol für nein        | Rotes X oder Kreuzchensymbol für nein        | Rotes X oder Kreuzchensymbol für nein        | Rotes X oder Kreuzchensymbol für nein        |
| 32 nm       | Sandy Bridge           | Sandy Bridge        | 02   | Sandy Bridge        | Januar 2011      | 02–4            | 2 (3)       | BGA 1224      | 02***                | i7-2720QM           | Grünes Häkchensymbol für ja                  | Rotes X oder Kreuzchensymbol für nein        | Rotes X oder Kreuzchensymbol für nein        | Rotes X oder Kreuzchensymbol für nein        | Rotes X oder Kreuzchensymbol für nein        |
| 32 nm       | Sandy Bridge           | Sandy Bridge        | 02   | Sandy Bridge E      | November 2011    | 04–6            | 4 (3)       | Sockel 2011   | 03***                | i7-3930K            | Grünes Häkchensymbol für ja                  | Rotes X oder Kreuzchensymbol für nein        | Rotes X oder Kreuzchensymbol für nein        | Rotes X oder Kreuzchensymbol für nein        | Rotes X oder Kreuzchensymbol für nein        |
| 22 nm       | Ivy Bridge             | Ivy Bridge          | 03   | Ivy Bridge          | April 2012       | 02–4            | 2 (3)       | Sockel 1155   | 03***                | i7-3770             | Grünes Häkchensymbol für ja                  | Rotes X oder Kreuzchensymbol für nein        | Rotes X oder Kreuzchensymbol für nein        | Rotes X oder Kreuzchensymbol für nein        | Rotes X oder Kreuzchensymbol für nein        |
| 22 nm       | Ivy Bridge             | Ivy Bridge          | 03   | Ivy Bridge          | April 2012       | 02–4            | 2 (3/3L)    | BGA 1224      | 03***                | i7-3920XM           | Grünes Häkchensymbol für ja                  | Rotes X oder Kreuzchensymbol für nein        | Rotes X oder Kreuzchensymbol für nein        | Rotes X oder Kreuzchensymbol für nein        | Rotes X oder Kreuzchensymbol für nein        |
| 22 nm       | Ivy Bridge             | Ivy Bridge          | 03   | Ivy Bridge E        | September 2013   | 04–6            | 4 (3)       | Sockel 2011   | 04***                | i7-4930K            | Grünes Häkchensymbol für ja                  | Rotes X oder Kreuzchensymbol für nein        | Rotes X oder Kreuzchensymbol für nein        | Rotes X oder Kreuzchensymbol für nein        | Rotes X oder Kreuzchensymbol für nein        |
| 22 nm       | Haswell                | Haswell             | 04   | Haswell             | Juni 2013        | 02–4            | 2 (3/3L)    | Sockel 1150   | 04***                | i7-4770             | Grünes Häkchensymbol für ja                  | Grünes Häkchensymbol für ja                  | Grünes Häkchensymbol für ja                  | Rotes X oder Kreuzchensymbol für nein        | Rotes X oder Kreuzchensymbol für nein        |
| 22 nm       | Haswell                | Haswell             | 04   | Haswell             | Juni 2013        | 02–4            | 2 (3L)      | BGA 1168      | 04***                | i7-4920XM           | Grünes Häkchensymbol für ja                  | Grünes Häkchensymbol für ja                  | Grünes Häkchensymbol für ja                  | Rotes X oder Kreuzchensymbol für nein        | Rotes X oder Kreuzchensymbol für nein        |
| 22 nm       | Haswell                | Haswell             | 04   | Haswell E           | August 2014      | 06–8            | 4 (4)       | Sockel 2011-3 | 05***                | i7-5930K            | Grünes Häkchensymbol für ja                  | Grünes Häkchensymbol für ja                  | Grünes Häkchensymbol für ja                  | Rotes X oder Kreuzchensymbol für nein        | Rotes X oder Kreuzchensymbol für nein        |
| 14 nm       | Broadwell              | Broadwell           | 05   | Broadwell           | Juni 2015        | 02–4            | 2 (3L)      | Sockel 1150   | 05***                | i7-5775C            | Grünes Häkchensymbol für ja                  | Grünes Häkchensymbol für ja                  | Grünes Häkchensymbol für ja                  | Rotes X oder Kreuzchensymbol für nein        | Rotes X oder Kreuzchensymbol für nein        |
| 14 nm       | Broadwell              | Broadwell           | 05   | Broadwell U †       | 1. Quartal 2015  | 0–2             | 2 (3L)      | BGA 1168      | 05***U               | i7-5500U            | Grünes Häkchensymbol für ja                  | Grünes Häkchensymbol für ja                  | Grünes Häkchensymbol für ja                  | Rotes X oder Kreuzchensymbol für nein        | Rotes X oder Kreuzchensymbol für nein        |
| 14 nm       | Broadwell              | Broadwell           | 05   | Broadwell E         | Mai 2016         | 06–10           | 4 (4)       | Sockel 2011-3 | 06***                | i7-6950X            | Grünes Häkchensymbol für ja                  | Grünes Häkchensymbol für ja                  | Grünes Häkchensymbol für ja                  | Rotes X oder Kreuzchensymbol für nein        | Rotes X oder Kreuzchensymbol für nein        |
| 14 nm       | Skylake                | Skylake             | 06   | Skylake             | August 2015      | 02–4            | 2 (4)       | Sockel 1151   | 06***                | i7-6700K            | Grünes Häkchensymbol für ja                  | Grünes Häkchensymbol für ja                  | Grünes Häkchensymbol für ja                  | Grünes Häkchensymbol für ja                  | Rotes X oder Kreuzchensymbol für nein        |
| 14 nm       | Skylake                | Skylake             | 06   | Skylake U †         | August 2015      | 0–2             | 2 (3/3L/4)  | BGA 1356      | 06***U               | i7-6500U            | Grünes Häkchensymbol für ja                  | Grünes Häkchensymbol für ja                  | Grünes Häkchensymbol für ja                  | Grünes Häkchensymbol für ja                  | Rotes X oder Kreuzchensymbol für nein        |
| 14 nm       | Skylake                | Skylake             | 06   | Skylake X           | Mai 2017         | 06–18           | 4 (4)       | Sockel 2066   | 07***X               | i7-7820X            | Grünes Häkchensymbol für ja                  | Grünes Häkchensymbol für ja                  | Grünes Häkchensymbol für ja                  | Grünes Häkchensymbol für ja                  | Grünes Häkchensymbol für ja                  |
| 14 nm       | Kaby Lake              | Kaby Lake           | 07   | Kaby Lake           | August 2016      | 02–4            | 2           | Sockel 1151   | 07***                | i7-7700K            | Grünes Häkchensymbol für ja                  | Grünes Häkchensymbol für ja                  | Grünes Häkchensymbol für ja                  | Grünes Häkchensymbol für ja                  | Rotes X oder Kreuzchensymbol für nein        |
| 14 nm       | Kaby Lake              | Kaby Lake           | 07   | Kaby Lake U †       | August 2016      | 02–4            | 2           | BGA 1356      | 07***U               | i5-7200U            | Grünes Häkchensymbol für ja                  | Grünes Häkchensymbol für ja                  | Grünes Häkchensymbol für ja                  | Grünes Häkchensymbol für ja                  | Rotes X oder Kreuzchensymbol für nein        |
| 14 nm       | Kaby Lake              | Kaby Lake           | 07   | Kaby Lake X         | Juni 2017        | 0–4             | 2 (4)       | Sockel 2066   | 07***X               | i7-7740X            | Grünes Häkchensymbol für ja                  | Grünes Häkchensymbol für ja                  | Grünes Häkchensymbol für ja                  | Grünes Häkchensymbol für ja                  | Rotes X oder Kreuzchensymbol für nein        |
| 14 nm       | Coffee Lake            | Coffee Lake         | 08   | Coffee Lake         | August 2017      | 04–6            | 2           | Sockel 1151   | 08***                | i7-8700K            | Grünes Häkchensymbol für ja                  | Grünes Häkchensymbol für ja                  | Grünes Häkchensymbol für ja                  | Grünes Häkchensymbol für ja                  | Rotes X oder Kreuzchensymbol für nein        |
| 14 nm       | Coffee Lake            | Coffee Lake         | 08   | Coffee Lake S       | Oktober 2018     | 06–8            | 2           | Sockel 1151   | 09***                | i7-9700K            | Grünes Häkchensymbol für ja                  | Grünes Häkchensymbol für ja                  | Grünes Häkchensymbol für ja                  | Grünes Häkchensymbol für ja                  | Rotes X oder Kreuzchensymbol für nein        |
| 14 nm       | Coffee Lake            | Coffee Lake         | 08   | Coffee Lake U       | Oktober 2018     | 02–8            | 2           | BGA 1528      | 09***                | i7-9300H            | Grünes Häkchensymbol für ja                  | Grünes Häkchensymbol für ja                  | Grünes Häkchensymbol für ja                  | Grünes Häkchensymbol für ja                  | Rotes X oder Kreuzchensymbol für nein        |
| 14 nm       | Coffee Lake            | Coffee Lake         | 08   | Coffee Lake X       | 4. Quartal 2018  | 08–18           | 4           | Sockel 2066   | 09***X               | i9-9980XE           | Grünes Häkchensymbol für ja                  | Grünes Häkchensymbol für ja                  | Grünes Häkchensymbol für ja                  | Grünes Häkchensymbol für ja                  | Grünes Häkchensymbol für ja                  |
| 14 nm       | Whiskey Lake           | Whiskey Lake        | 08   | Whiskey Lake        | August 2018      | 02–4            | 2           | BGA 1528      | 08***U               | i7-8565U            | Grünes Häkchensymbol für ja                  | Grünes Häkchensymbol für ja                  | Grünes Häkchensymbol für ja                  | Grünes Häkchensymbol für ja                  | Rotes X oder Kreuzchensymbol für nein        |
| 14 nm       | Whiskey Lake           | Whiskey Lake        | 08   | Amber Lake †        | August 2018      | 0–2             | 2           | BGA 1515      | 08***Y               | i7-8500Y            | Grünes Häkchensymbol für ja                  | Grünes Häkchensymbol für ja                  | Grünes Häkchensymbol für ja                  | Grünes Häkchensymbol für ja                  | Rotes X oder Kreuzchensymbol für nein        |
| 14 nm       | Comet Lake             | Comet Lake          | 10   | Comet Lake          | Mai 2020         | 04–10           | 2           | Sockel 1200   | 10***                | i9-10900            | Grünes Häkchensymbol für ja                  | Grünes Häkchensymbol für ja                  | Grünes Häkchensymbol für ja                  | Grünes Häkchensymbol für ja                  | Rotes X oder Kreuzchensymbol für nein        |
| 14 nm       | Comet Lake             | Comet Lake          | 10   | Comet Lake U        | August 2019      | 02–6            | 2           | BGA 1528      | 10***U               | i7-10710U           | Grünes Häkchensymbol für ja                  | Grünes Häkchensymbol für ja                  | Grünes Häkchensymbol für ja                  | Grünes Häkchensymbol für ja                  | Rotes X oder Kreuzchensymbol für nein        |
| 14 nm       | Comet Lake             | Comet Lake          | 10   | Amber Lake          | August 2019      | 02–4            | 2           | BGA 1515      | 10***Y               | i7-10510Y           | Grünes Häkchensymbol für ja                  | Grünes Häkchensymbol für ja                  | Grünes Häkchensymbol für ja                  | Grünes Häkchensymbol für ja                  | Rotes X oder Kreuzchensymbol für nein        |
| 14 nm       | Cascade Lake           | Cascade Lake        | 10   | Cascade Lake        | 4. Quartal 2019  | 10–18           | 4           | Sockel 2066   | 10***X               | i9-10980XE          | Grünes Häkchensymbol für ja                  | Grünes Häkchensymbol für ja                  | Grünes Häkchensymbol für ja                  | Grünes Häkchensymbol für ja                  | Grünes Häkchensymbol für ja                  |
| 14 nm       | Cypress Cove           | Rocket Lake         | 11   | Rocket Lake         | März 2021        | 04–8            | 2 (4)       | Sockel 1200   | 11***                | i9-11900K           | Grünes Häkchensymbol für ja                  | Grünes Häkchensymbol für ja                  | Grünes Häkchensymbol für ja                  | Grünes Häkchensymbol für ja                  | Grünes Häkchensymbol für ja                  |
| 10 nm       | Cannon Lake            | Cannon Lake         | 08   | Cannon Lake         | nach 2018        | 0–2             | 2 (4/4X)    | BGA 1356      | 08***U               | i3-8121U            | Grünes Häkchensymbol für ja                  | Grünes Häkchensymbol für ja                  | Grünes Häkchensymbol für ja                  | Grünes Häkchensymbol für ja                  | Grünes Häkchensymbol für ja                  |
| 10 nm       | Sunny Cove             | Ice Lake            | 10   | Ice Lake            | November 2019    | 02–4            | 2 (4)       | BGA 1528      | 10**G*               | i7-1065G7           | Grünes Häkchensymbol für ja                  | Grünes Häkchensymbol für ja                  | Grünes Häkchensymbol für ja                  | Grünes Häkchensymbol für ja                  | Grünes Häkchensymbol für ja                  |
| 10 nm       | Tremont, Sunny Cove    | Lakefield           | L1   | Lakefield           | Juni 2020        | 01 + 4          | 2 (4)       | CSP 1016      | *L1*G*               | i5-L16G7            | Rotes X oder Kreuzchensymbol für nein        | Rotes X oder Kreuzchensymbol für nein        | Rotes X oder Kreuzchensymbol für nein        | Rotes X oder Kreuzchensymbol für nein        | Rotes X oder Kreuzchensymbol für nein        |
| 10 nm       | Willow Cove            | Tiger Lake          | 11   | Tiger Lake          | September 2020   | 02–4            | 2 (4)       | BGA 1526      | 11**G*               | i7-1160G7           | Grünes Häkchensymbol für ja                  | Grünes Häkchensymbol für ja                  | Grünes Häkchensymbol für ja                  | Grünes Häkchensymbol für ja                  | Grünes Häkchensymbol für ja                  |
| 10 nm       | Golden Cove, Gracemont | Alder Lake          | 12   | Alder Lake          | Oktober 2021     | 6+4–8+8         | 2 (4/5)     | Sockel 1700   | 12***                | i9-12900K           | Grünes Häkchensymbol für ja                  | Grünes Häkchensymbol für ja                  | Grünes Häkchensymbol für ja                  | Grünes Häkchensymbol für ja                  | P                                            |
| 10 nm       | Raptor Cove, Gracemont | Raptor Lake         | 13   | Raptor Lake         | Oktober 2022     | bis 8+16        | 4 (4/5)     | Sockel 1700   | 13***                | i9-13900K           | Grünes Häkchensymbol für ja                  | Grünes Häkchensymbol für ja                  | Grünes Häkchensymbol für ja                  | Grünes Häkchensymbol für ja                  | Rotes X oder Kreuzchensymbol für nein        |
| 10 nm       | Raptor Cove, Gracemont | Raptor Lake Refresh | 14   | Raptor Lake Refresh | Oktober 2023     | bis 8+16        | 4 (4/5)     | Sockel 1700   | 14***                | i9-14900K           | Grünes Häkchensymbol für ja                  | Grünes Häkchensymbol für ja                  | Grünes Häkchensymbol für ja                  | Grünes Häkchensymbol für ja                  | Rotes X oder Kreuzchensymbol für nein        |
| Technologie | Familie                | Mikro- architektur  | Gen. | Prozessoren         | Veröffentlichung | physische Kerne | RAM/ (DDR-) | Sockel        | Aufbau der Modellnr. | Beispiel- Prozessor | Befehlssatz-Erweiterungen (über SSE4 hinaus) | Befehlssatz-Erweiterungen (über SSE4 hinaus) | Befehlssatz-Erweiterungen (über SSE4 hinaus) | Befehlssatz-Erweiterungen (über SSE4 hinaus) | Befehlssatz-Erweiterungen (über SSE4 hinaus) |
| Technologie | Familie                | Mikro- architektur  | Gen. | Prozessoren         | Veröffentlichung | physische Kerne | RAM/ (DDR-) | Sockel        | Aufbau der Modellnr. | Beispiel- Prozessor | AVX                                          | AVX2 FMA3 F16C                               | AES BMI1 BMI2                                | ADX CLMUL RNG                                | AVX- 512                                     |

### Suffixe
Intel verwendet als Suffixe:
- kein Suffix (z. B. Intel Core i5-9600),
- einen Buchstaben (z. B. Intel Core i5-9600T),
- zwei Buchstaben (z. B. Intel Core i9-9980XE) und
- ein G gefolgt von einer Ziffer (z. B. Intel Core i7-1160G7), das die Leistungsfähigkeit der Grafikeinheit beschreibt (seit 2019).

Die Bedeutung der Suffixe ändert sich mit der Zeit.
E steht je nach Gusto von Intel für efficient, extreme oder embedded. H kann mobile Hochleistungs-CPU heißen, aber auch Hochleistungs-Grafik. Auch die Bedeutung von Low-Power ändert sich: Galten um 2009 noch 35 W als extrem effizient, sind dies heutzutage (2020) eher weniger als 15 W.
|              |             | Bedeutung |
| ------------ | ----------- | --- |
| CPU          | E           | oder in Kombination ein TE, UE, ME, LE, QE oder EQ für Embedded. |
| CPU          | X           | oder in Kombination ein XM, MX oder XE für eXtreme. Es handelt sich i. d. R. um Xeon-Prozessoren, die vor dem Erscheinungsdatum der Nachfolgeserie als besonders leistungsfähige Core-i verkauft werden. Zumeist sind es Prozessoren der vorherigen Generation, d. h. ein Xeon der 5. Generation wird zu einem Core-i-Extreme der 6. Generation „re-branded“. |
| CPU          | F           | Modell ohne integrierte Grafikeinheit (ab Core i?-9xxx). |
| CPU          | K           | Modell mit nach oben offenem Taktmultiplikator und integrierte Grafikeinheit |
| CPU          | G1 G4 G7    | Intel-Grafik |
| Desktop-CPU  | C           | Modell mit nach oben offenem Taktmultiplikator beim Core i5-5675C und Core i7-5775C. |
| Desktop-CPU  | S           | Energieersparnis durch reduzierte Leistung, zumeist durch späteres/selteneres Zuschalten des „Turbo-Modus“ (Leistungsoptimiert, „Performance-Optimized Lifestyle“). |
| Desktop-CPU  | T           | Modell mit deutlich geringerer (in etwa halber) Leistungsaufnahme (Energieoptimiert, „Power-Optimized Lifestyle“) gegenüber dem Standardmodell zum Einsatz bei eingeschränkter Kühlmöglichkeit, realisiert durch weniger Kerne oder geringere Taktfrequenz. Beinhaltet die Energie-Optimierungen der S-Serie (späteres Hinzuschalten des Turbo-Modus).        |
| Desktop-CPU  | E           | Energieeffiziente Prozessoren. Dieser Suffix kam beim Core-Duo zum Einsatz und ist der Vorläufer der Suffixe S und T. |
| Desktop-CPU  | P           | Desktop-CPUs mit entweder abgespeckter oder ohne integrierte Grafikeinheit. |
| Desktop-CPU  | H           | Beide Buchstaben stehen für Hochleistungsgrafik. Dabei steht R für Desktop-CPUs, die auf einem Notebook-Sockel zu montieren sind, während CPUs mit H auf reguläre Desktop-Sockel zu verbauen sind. H kann mit weiteren Buchstaben kombiniert werden, z. B. HQ für einen Quad-Core mit Hochleistungsgrafik.                                                    |
| Desktop-CPU  | R           | Beide Buchstaben stehen für Hochleistungsgrafik. Dabei steht R für Desktop-CPUs, die auf einem Notebook-Sockel zu montieren sind, während CPUs mit H auf reguläre Desktop-Sockel zu verbauen sind. H kann mit weiteren Buchstaben kombiniert werden, z. B. HQ für einen Quad-Core mit Hochleistungsgrafik.                                                    |
| Mobil-CPU    | LM          | Mobile-CPUs mit reduzierter (LM, Low power Mobile) oder stark reduzierter (UM, Ultra low power Mobile) TDP. Ab der Core-i-2000M-Serie entfallen die Suffixe LM und UM aber wieder, so dass ein Studieren des Datenblattes notwendig ist. |
| Mobil-CPU    | UM          | Mobile-CPUs mit reduzierter (LM, Low power Mobile) oder stark reduzierter (UM, Ultra low power Mobile) TDP. Ab der Core-i-2000M-Serie entfallen die Suffixe LM und UM aber wieder, so dass ein Studieren des Datenblattes notwendig ist. |
| Mobil-CPU    | U           | Ab der Core-i-3000-Serie Notebook-Prozessoren mit abgesenkter Spannung. U steht für ultra low power. |
| Mobil-CPU    | Y           | Ab der Core-i-3000-Serie Notebook-Prozessoren mit abgesenkter Spannung. Y für extremely low power. |
| Mobil-CPU    | L           | Ein L bzw. ein P stehen für einen besonders energiesparenden Prozessor. Diese Buchstaben kamen beim Core-Duo zum Einsatz und ist der technische Vorläufer der Suffixe U und Y. |
| Mobil-CPU    | P           | Ein L bzw. ein P stehen für einen besonders energiesparenden Prozessor. Diese Buchstaben kamen beim Core-Duo zum Einsatz und ist der technische Vorläufer der Suffixe U und Y. |
| Mobil-CPU    | M           | Mobile Dual-Cores für Mobile |
| Mobil-CPU    | QM MQ HQ HK | M Mobil, Q Quadcore, H High Performance, K freier Multiplikator |
| Mobil-CPU    | G           | Prozessoren mit integrierter AMD-Radeon-Grafikeinheit |
| Chipsatz-PCH | H           | Einstiegsklasse für non-K-Prozessoren (nicht übertaktbar) |
| Chipsatz-PCH | B           | Einstiegsmodelle mit besserer Ausstattung als H-Chipsatz |
| Chipsatz-PCH | Q           | Professionelle Modelle für Unternehmen |
| Chipsatz-PCH | Z           | Chipsatz für übertaktbare Mainstream-Prozessoren |
| Chipsatz-PCH | X           | High-End-Chipsatz für übertaktbare High-End-Desktop-Modelle |

## Mikroarchitekturen

### Vorgänger: Pentium M, Core- und Core-2-Mikroarchitektur
Die direkten Vorgänger von Intel Core-i-Mikroarchitektur sind die Core- und die Core-2-Mikroarchitektur, die selbst wieder vom Pentium-III-Tualatin und Pentium M abstammen.
Ein Die enthält selbst max. 2 Prozessorkerne, die ab dem Core-2 auftauchenden Quadcores entstehen durch Zusammenschalten zweier Dies.
Die größten Unterschiede zwischen Core und Core-i sind:
- Core-Processoren haben nur einen (dafür deutlich größeren) L2-Cache, mit den Core-i-Prozessoren wurde ein L3-Cache eingeführt.
- Core-Prozessoren haben einen Front Side Bus, über den Speicherzugriffe sowie I/O über einen zusätzlichen Baustein, die Northbridge laufen. Mit den Core-i-Prozessoren wurde der Speichercontroller sowie die PCI-Express-Anbindung der Grafikkarte in die CPU integriert, für die restliche I/O steht ein zusätzlicher Datenkanal Intel QPI zur Verfügung.

Die Maßnahmen entkoppeln die CPU-Kerne voneinander und vermeiden Latenzen durch einen weiteren Baustein im Signalweg. Beides erhöhte die Leistungsfähigkeit um etwa 12 %.

#### Core-Mikroarchitektur
Die erste Generation von Core-Prozessoren unterstützte nicht den x86-64-Befehlssatz.
- Yonah: 65 nm, 1 Kern , 2 MB gemeinsamer L2 (U1300)
- Yonah: 65 nm, 2 Kerne, 2 MB gemeinsamer L2 (L2300)

#### Core-2-Mikroarchitektur
Ab dieser Generation wurde der x86-64-Befehlssatz unterstützt.
- Conroe: 65 nm, 1 Kern , 0,5 MB gemeinsamer L2
- Conroe: 65 nm, 2 Kerne, 4 MB gemeinsamer L2
- Allendale: 65 nm, 2 Kerne, 2 MB gemeinsamer L2
- Wolfdale: 45 nm, 2 Kerne, 3 oder 6 MB gemeinsamer L2
- Kentsfield: 65 nm, 2x2 Kerne, 2x4 MB gemeinsamer L2
- Yorkfield: 45 nm, 2x2 Kerne, 2x6 MB gemeinsamer L2
- Merom: 65 nm, 2 Kerne, 4 MB gemeinsamer L2
- Penryn: 45 nm, 2 Kerne, 3 oder 6 MB gemeinsamer L2
- Penryn Single:
- Penryn QC: 45 nm, 4 Kerne, 3 oder 6 MB gemeinsamer L2 ( Core 2 Extreme QX9300)

### Nehalem-Mikroarchitektur

#### Nehalem (1. Generation)
Mit der Nehalem-Generation wurde Abschied von Front Side Bus (FSB) und der Northbridge als Systemanbindung für Speicher und Peripherie genommen. Stattdessen wird der Hauptspeicher direkt an die CPU angebunden und Kommunikation zwischen Chipsatz und Prozessor erfolgt durch eine Punkt-zu-Punkt-Verbindung namens QuickPath Interconnect (QPI). Außerdem hat die CPU selbst PCI-Express-Lanes bekommen, an der meist die Grafikkarte angeschlossen wird. Vorher erfolgten diese Transfers über einen zusätzlichen Baustein, der Northbridge, die damit obsolet wurde. Weiterhin taucht wieder Simultaneous Multithreading (SMT) auf, welches bereits in Pentium-4-Prozessoren unter dem Namen Hyper-Threading zum Einsatz kam, aber mit der Core-Architektur verschwand.
Zu den weiteren Neuerungen gehört eine weitere Ausbaustufe der Streaming SIMD Extensions, SSE4.2, und dass alle Quadcore-Prozessoren nicht wie bei Yorkfield und Kentsfield aus zwei Die zusammengesetzt sind, sondern aus einem Die bestehen.

### Westmere-Mikroarchitektur

#### Westmere (1. Generation)
Westmere stellt den Shrink auf 32 nm dar. Weiterhin tauchen erstmals im Nicht-Server-Bereich Sechskernprozessoren auf.

### Sandy Bridge-Mikroarchitektur

#### Sandy Bridge (2. Generation)

##### Sandy Bridge
Sandy-Bridge-Prozessoren gibt es sowohl in der Quad-Core-Ausführung als auch in der Dual-Core-Ausführung mit integrierter GPU. Von der Dual-Core-Ausführung gibt es zwei Varianten, eine mit der größeren GPU mit 12 Shadereinheiten und eine weitere mit kleinerer GPU mit lediglich 6 Shadereinheiten. Auch bei dieser Generation gibt es Modelle für den Desktopbereich, die auf dem Sockel 1155 Platz nehmen, und Modelle für den mobilen Bereich, die auf die Sockel PGA 988B (G2), BGA 1023 und BGA 1224 setzen.

##### Sandy Bridge E
Die im Desktopsegment verkauften Sechskernmodelle sind eigentlich native Achtkerner mit zwei deaktivierten Kernen. Einen integrierten Grafikprozessor haben diese Prozessoren nicht, dafür bieten die integrierten PCIe-Controller mehr als doppelt so viele Lanes an, als dies beim Sandy Bridge (ohne E) der Fall ist. Der Patsburg-Chipsatz X79 wird nach wie vor mittels DMI mit 20 Gbit/s angebunden. Aufgrund der zusätzlichen PCIe-Lanes, dem Quad-Channel-Speichercontroller, als auch der Abstammung der CPU aus dem Serversegment, wo auch noch QPI-Schnittstellen (welche beim Desktoppendant abgeschaltet sind) zum Anbinden weiterer CPUs vorhanden sind, wächst die Sockelpinanzahl auf 2011 Pins an.
Im Februar 2012 stellte Intel auch einen Quad-Core-Ableger für den Sockel 2011 vor. Das Prozessordesign ist, bis auf den verkleinerten L3-Cache sowie weniger Kerne und damit auch weniger Transistoren und kleinerer Chipfläche, identisch zur Achtkernversion. Allerdings bietet die Quad-Core-Variante keinen offenen Multiplikator.

### Ivy Bridge-Mikroarchitektur

#### Ivy Bridge (3. Generation)

##### Ivy Bridge
Ivy-Bridge-Prozessoren sind sowohl als Quad-Core- als auch als Dual-Core-Versionen verfügbar. Wie schon bei der Sandy Bridge gibt es Varianten mit vollständiger Ausbaustufe der GPU mit 16 Shadereinheiten, aber auch solche mit lediglich 6 Shadereinheiten.

### Haswell-Mikroarchitektur

#### Haswell (4. Generation)

##### Haswell
Haswell-Prozessoren sind sowohl als Quad-Core- als auch als Dual-Core-Versionen verfügbar. Sämtliche bisher erhältlichen Modelle enthalten eine integrierte GPU. Im Gegensatz zur vorhergehenden Generation setzen Haswell-Prozessoren auf den neu entwickelten LGA1150-Sockel, sie sind somit nicht kompatibel zu den Mainboards der Vorgängerserien.

### Broadwell-Mikroarchitektur

#### Broadwell (5. Generation)

##### Broadwell
Innerhalb der Broadwell-Generation gibt es wieder Versionen mit und ohne integrierte Prozessorgrafik. Die schnellste Prozessorgrafik HD Graphics 6000 oder Iris Pro 6200 haben jetzt 48 Shader Einheiten, die Iris Pro 6200 zusätzlich 128 MB embedded DRAM auf der Prozessor-Packung.
Die Sockel BGA 1168, BGA 1364 (Mobilrechner) und LGA 1150 (Desktop) finden wie auch schon bei der Haswell-Generation weiter Verwendung, i3/i5/i7-5xxx besitzen 2 DDR4-Hauptspeicher-Kanäle und bis zu 4 Kerne.

##### Broadwell E
Von den Serverprozessoren Xeon E5-v4 sind die i7-68xx- und i7-69xx-Versionen abgeleitet und besitzen wie diese den Sockel 2011-3, 4 DDR4-Hauptspeicher-Kanäle, 6, 8 oder 10 Kerne (i7-6950X Extreme Edition) und keine integrierte Prozessorgrafik. Sie werden Broadwell E genannt.

### Skylake-Mikroarchitektur

#### Skylake (6. Generation)
| Graphik-Kern          | Graphik-Kern | Shader | 4k@60 Hz                    | eDRAM  |                                                           |
| --------------------- | ------------ | ------ | --------------------------- | ------ | --------------------------------------------------------- |
| HD Graphics 510       | GT1          | 012    | ?                           | 00–    | keine analogen Schnittstellen (VGA) mehr                  |
| HD Graphics 520       | GT2          | 024    | Grünes Häkchensymbol für ja | 00–    | eDP, DP, HDMI 1.4, DVI (drei Displays gleichzeitig)       |
| Iris Graphics 540     | GT3e         | 048    | Grünes Häkchensymbol für ja | 064 MB | kaum Leistungssteigerung gegenüber Iris Pro Graphics 6200 |
| Iris Pro Graphics 580 | GT4e         | 072    | Grünes Häkchensymbol für ja | 128 MB | Leistungssteigerung gegenüber Iris Pro Graphics 6200      |

Im Sommer 2015 erschienen die ersten Skylake Core i5/i7.
Im Januar 2016 erschienen die ersten Core-i7-Prozessoren der Skylake-Generation mit Iris-Pro-Grafik (z. B. Core i7-6970HQ). Neu war eine vierte Leistungsstufe der integrierten Grafik, die Iris Pro Graphics 580.
Die Leistungsdaten der anderen Core-i3-/i5-/i7-6xxx-Modelle bewegen sich im üblichen Rahmen der Core-i-Prozessoren: zwei bis vier Kerne, zwei Hauptspeicherkanäle und insgesamt vier unterschiedliche integrierte Prozessorgrafiken. Diese haben keinen VGA-Ausgang mehr, können dafür aber bis zu drei Bildschirme gleichzeitig ansteuern. Die Prozessoren wurden gegenüber der Broadwell-Generation für neue Sockel (Sockel LGA 1151, BGA 1356) und neue Chipsätze entwickelt; sie benötigten also neue Hauptplatinen.
| Modell              | Release | Kerne (Threads) | PCIe Lanes | Takt    | Takt    | TDP  | L3- Cache | Bemerkungen |
| Modell              | Release | Kerne (Threads) | PCIe Lanes | Basis   | Turbo   | TDP  | L3- Cache | Bemerkungen |
| ------------------- | ------- | --------------- | ---------- | ------- | ------- | ---- | --------- | ----------- |
| Intel Core i7-6600U | Q3 15   | 2 (4)           | 12         | 2,6 GHz | 3,4 GHz | 15 W | 4 MB      | FCBGA1356   |
| Intel Core i3-6100U | Q3 15   | 2 (4)           | 12         | 2,3 GHz | 2,3 GHz | 15 W | 3 MB      | FCBGA1356   |

##### Skylake-X
Im Sommer 2017 kündigte Intel die Skylake-X-Prozessorbaureihe an. Prozessoren mit mehr als acht Kernen wurden dabei der Core-i9-Serie zugeordnet. Mehrere Fachzeitschriften kritisierten mangelhafte Produktreife. Offenbar war die Ankündigung übereilt erfolgt und eine Reaktion auf die Konkurrenz AMD, deren Zen-Threadripper-Prozessor im August 2017 erschienen war. Es handelt sich bei Skylake-X um einen wiederverwendeten Serverprozessor der Xeon-Scalable-Processor-Baureihe. Dieser unterschied sich auch im Prozessorkern von den Core-i3-/i5-/i7-6xxx-Modellen, denn erstmals waren zwei SIMD-AVX-512-Befehlssatzerweiterungseinheiten eingebaut. Es waren spezielle Hauptplatinen für diese Prozessorreihe erforderlich, diesmal kam auch ein anderer Prozessorsockel als bei den Servermodellen zum Einsatz, der Sockel 2066. Es werden vier DDR4-Hauptspeicherkanäle, bis zu 128 GB Arbeitsspeicher, aber keine Fehlerkorrektur (ECC) unterstützt. Die Skylake-X-Modelle haben 6 bis 18 Kerne (Extreme Edition) und benötigen den X299-Chipsatz.
Die 2018 erschienenen CPUs der Skylake-X-Generation sind weiterhin Prozessoren der sechsten Generation. Ohne Architekturänderungen wurde die erste Ziffer von „7“ auf „9“ erhöht. Der i9-9820X (vormals i7-7820X) wurde zudem nicht mehr als i7, sondern als i9 geführt. Im Rahmen dieses Refreshs wurden dennoch einige Eigenschaften der CPUs verändert. Das Thermal Interface zwischen Die und Heatspreader (wieder mit Indium verlötet, verifiziert mindestens am i9-9980XE) wurde verbessert. Der High-Core-Count-Die wurde auch für die „kleineren“ CPUs (i9-9900X, i9-9820X, i7-9800X) verwendet. Durch die Nutzung des L3-Caches ungenutzter Kerne wurde mehr Cache verfügbar gemacht (plus 5,5 MB: i9-9900X, i7-9800X; plus 2,75 MB: i9-9920X, i9-9820X). Bei bestimmten CPUs wurden alle 44 PCI-Lanes freigeschaltet (i9-9820X, i7-9800X). Zwei CPUs standen zwei weitere Kerne zur Verfügung (i9-9820X, i7-9800X). Die Kernspannung wurde um etwa 12 % bei maximalem Takt erhöht. Für alle Modelle wurde die TDP auf 165 W erhöht.
| Modell         | Release | Kerne (Threads) | PCIe Lanes | Takt    | Takt    | TDP   | L3- Cache | Bemerkungen                                            |
| Modell         | Release | Kerne (Threads) | PCIe Lanes | Basis   | Turbo   | TDP   | L3- Cache | Bemerkungen                                            |
| -------------- | ------- | --------------- | ---------- | ------- | ------- | ----- | --------- | ------------------------------------------------------ |
| Core i9-7980XE | Q3 17   | 18 (36)         | 044        | 2,6 GHz | 4,4 GHz | 165 W | 24,75 MB  | bis hier aus dem High-Core-Count- Die entstanden       |
| Core i9-7960X  | Q3 17   | 16 (32)         | 044        | 2,8 GHz | 4,4 GHz | 165 W | 22 MB     | bis hier aus dem High-Core-Count- Die entstanden       |
| Core i9-7940X  | Q3 17   | 14 (28)         | 044        | 3,1 GHz | 4,4 GHz | 165 W | 19,25 MB  | bis hier aus dem High-Core-Count- Die entstanden       |
| Core i9-7920X  | Q3 17   | 12 (24)         | 044        | 2,9 GHz | 4,4 GHz | 140 W | 16,5 MB   | bis hier aus dem High-Core-Count- Die entstanden       |
| Core i9-7900X  | Q2 17   | 10 (20)         | 044        | 3,3 GHz | 4,5 GHz | 140 W | 13,75 MB  | ab hier aus dem Low-Core-Count- Die entstanden         |
| Core i7-7820X  | Q2 17   | 08 (16)         | 028        | 3,6 GHz | 4,5 GHz | 140 W | 11 MB     | ab hier aus dem Low-Core-Count- Die entstanden         |
| Core i7-7800X  | Q2 17   | 06 (12)         | 028        | 3,5 GHz | 4,0 GHz | 140 W | 08,25 MB  | ab hier aus dem Low-Core-Count- Die entstanden         |
|                |         |                 |            |         |         |       |           |                                                        |
| Core i9-9990XE | Jan. 19 | 14 (28)         | 044        | 4,0 GHz | 5,0 GHz | 255 W | 19,25 MB  | OEM only                                               |
|                |         |                 |            |         |         |       |           |                                                        |
| Core i9-9980XE | Q4 18   | 18 (36)         | 044        | 3,0 GHz | 4,5 GHz | 165 W | 24,75 MB  | alle CPUs sind aus dem High-Core-Count- Die entstanden |
| Core i9-9960X  | Q4 18   | 16 (32)         | 044        | 3,1 GHz | 4,5 GHz | 165 W | 22 MB     | alle CPUs sind aus dem High-Core-Count- Die entstanden |
| Core i9-9940X  | Q4 18   | 14 (28)         | 044        | 3,3 GHz | 4,5 GHz | 165 W | 19,25 MB  | alle CPUs sind aus dem High-Core-Count- Die entstanden |
| Core i9-9920X  | Q4 18   | 12 (24)         | 044        | 3,5 GHz | 4,5 GHz | 165 W | 19,25 MB  | alle CPUs sind aus dem High-Core-Count- Die entstanden |
| Core i9-9900X  | Q4 18   | 10 (20)         | 044        | 3,5 GHz | 4,5 GHz | 165 W | 19,25 MB  | alle CPUs sind aus dem High-Core-Count- Die entstanden |
| Core i9-9820X  | Q4 18   | 10 (20)         | 044        | 3,3 GHz | 4,2 GHz | 165 W | 16,5 MB   | alle CPUs sind aus dem High-Core-Count- Die entstanden |
| Core i7-9800X  | Q4 18   | 08 (16)         | 044        | 3,8 GHz | 4,5 GHz | 165 W | 16,5 MB   | alle CPUs sind aus dem High-Core-Count- Die entstanden |

### Kaby Lake-Mikroarchitektur

#### Kaby-Lake (7. Generation)

##### Kaby Lake
Die Kaby-Lake-Generation kam im August 2016 erstmals in den Handel.

##### Kaby Lake-X
Zwei Kaby-Lake-Prozessoren benötigen teure Mainboards mit LGA-2066-Sockel, nutzen aber kaum Vorteile dieser. So werden nur zwei Speicherkanäle und 16 PCIe-Lanes genutzt, wofür allerdings ein LGA-1155-Board ausreichen würde. Der einzige Unterschied zu den Kaby Lake-S Prozessoren für den Sockel 1151 ist die höhere TDP. Diese Prozessoren wurden bereits 11 Monate nach Markteinführung wieder eingestellt.
| Modell        | Release | Kerne (Threads) | PCIe Lanes | Takt    | Takt    | TDP   | L3- Cache | Bemerkungen                    |
| Modell        | Release | Kerne (Threads) | PCIe Lanes | Basis   | Turbo   | TDP   | L3- Cache | Bemerkungen                    |
| ------------- | ------- | --------------- | ---------- | ------- | ------- | ----- | --------- | ------------------------------ |
| Core i7-7740X | Q2 17   | 04 (8)          | 016        | 4,3 GHz | 4,5 GHz | 112 W | 08 MB     | nur zwei Haupt- speicherkanäle |
| Core i5-7640X | Q2 17   | 04 (4)          | 016        | 4,0 GHz | 4,2 GHz | 112 W | 06 MB     | nur zwei Haupt- speicherkanäle |

### Coffee Lake-Mikroarchitektur

#### Coffee Lake (8. Generation)

##### Coffee Lake
Anfang Oktober 2017 brachte Intel die ersten Coffee-Lake-Prozessoren für Desktop-PCs heraus. Erstmals gibt es Sechskern-Prozessoren im Desktop-Bereich (Core i7-8700K, Core i5-8600K und Core i5-8400).
Am 3. April 2018 kamen weitere Coffee-Lake-Prozessoren auf den Markt, die für das niedrigere Preissegment bestimmt waren. Die Core i3-Modellreihe beinhaltete erstmals Vierkern-Prozessoren. Unter den neuen Modellen befinden sich unter anderem folgende:
- Celeron G4900 mit 3,1 GHz und G4290 mit 3,2 GHz sowie Pentium Gold G5400 bis G5600 mit 3,7 bis 3,9 GHz
- Core i3-8300, Core i5-8500 und Core i5-8600

Zu den stärksten und wichtigsten Coffee-Lake-CPUs gehören die folgenden Modelle:
| Modell        | Release | Kerne (Threads) | PCIe Lanes | Takt    | Takt    | TDP   | L3- Cache | Bemerkungen                |
| Modell        | Release | Kerne (Threads) | PCIe Lanes | Basis   | Turbo   | TDP   | L3- Cache | Bemerkungen                |
| ------------- | ------- | --------------- | ---------- | ------- | ------- | ----- | --------- | -------------------------- |
| Core i7-8086K | Juni 18 | 06 (12)         | 016        | 4,0 GHz | 5,0 GHz | 095 W | 12 MB     | Die-Größe 16,6 mm × 9,2 mm |
| Core i7-8700K | Okt. 17 | 06 (12)         | 016        | 3,7 GHz | 4,7 GHz | 095 W | 12 MB     | Die-Größe 16,6 mm × 9,2 mm |
| Core i7-8700  | Apr. 18 | 06 (12)         | 016        | 3,2 GHz | 4,6 GHz | 065 W | 12 MB     | Die-Größe 16,6 mm × 9,2 mm |
| Core i7-8700T | Apr. 18 | 06 (12)         | 016        | 2,4 GHz | 4,0 GHz | 035 W | 12 MB     | Die-Größe 16,6 mm × 9,2 mm |
| Core i5-8600K | Okt. 17 | 06 (6)          | 016        | 3,6 GHz | 4,3 GHz | 095 W | 09 MB     |                            |
| Core i5-8400  | Okt. 17 | 06 (6)          | 016        | 2,8 GHz | 4,0 GHz | 065 W | 09 MB     |                            |
| Core i5-8500T | Apr. 18 | 06 (6)          | 016        | 2,1 GHz | 3,5 GHz | 035 W | 09 MB     |                            |
| Core i3-8350K | Okt. 17 | 04 (4)          | 016        | 4,0 GHz | 4,0 GHz | 091 W | 06 MB     |                            |
| Core i3-8100  | Okt. 17 | 04 (4)          | 016        | 3,6 GHz | 3,6 GHz | 065 W | 06 MB     |                            |

#### Coffee Lake Refresh (9. Generation)
Alle hier aufgeführten Core-i5- und i7-Prozessoren haben einen verlöteten Heatspreader, haben aber gegenüber der Vorgängergeneration einen mehr als doppelt so dicken Silicium-Die (870 µm statt 420 µm). Die Core-i3-Modellreihe beinhaltete erstmals Prozessoren mit Turbo-Boost. Die Core i7-Modellreihe hat mehr Kerne als die Vorgängergeneration, verliert aber Hyper-Threading.
| Modell         | Release | Kerne (Threads) | PCIe Lanes | Takt    | Takt    | TDP   | L3- Cache | Bemerkungen                   |
| Modell         | Release | Kerne (Threads) | PCIe Lanes | Basis   | Turbo   | TDP   | L3- Cache | Bemerkungen                   |
| -------------- | ------- | --------------- | ---------- | ------- | ------- | ----- | --------- | ----------------------------- |
| Core i9-9900KS | Okt. 19 | 08 (16)         | 016        | 4,0 GHz | 5,0 GHz | 127 W | 16 MB     | nur 1 Jahr Herstellergarantie |
| Core i9-9900K  | Okt. 18 | 08 (16)         | 016        | 3,6 GHz | 5,0 GHz | 095 W | 16 MB     | Die-Größe 19,4 mm × 9,2 mm    |
| Core i9-9900KF | Q1 19   | 08 (16)         | 016        | 3,6 GHz | 5,0 GHz | 095 W | 16 MB     | Die-Größe 19,4 mm × 9,2 mm    |
| Core i9-9900   | Mai 19  | 08 (16)         | 016        | 3,1 GHz | 5,0 GHz | 065 W | 16 MB     | Die-Größe 19,4 mm × 9,2 mm    |
| Core i9-9900T  | Mai 19  | 08 (16)         | 016        | 2,1 GHz | 4,4 GHz | 035 W | 16 MB     | Die-Größe 19,4 mm × 9,2 mm    |
| Core i9-9880H  | Q2 19   | 08 (16)         | 016        | 2,3 GHz | 4,8 GHz | 045 W | 16 MB     |                               |
| Core i7-9700K  | Okt. 18 | 08 (8)          | 016        | 3,6 GHz | 4,9 GHz | 095 W | 12 MB     |                               |
| Core i7-9700   | Mai 19  | 08 (8)          | 016        | 3,0 GHz | 4,7 GHz | 065 W | 12 MB     |                               |
| Core i7-9700T  | Mai 19  | 08 (8)          | 016        | 2,0 GHz | 4,1 GHz | 035 W | 12 MB     |                               |
| Core i5-9600K  | Okt. 18 | 06 (6)          | 016        | 3,7 GHz | 4,6 GHz | 095 W | 09 MB     |                               |
| Core i5-9600   | Mai 19  | 06 (6)          | 016        | 3,1 GHz | 4,6 GHz | 065 W | 09 MB     |                               |
| Core i5-9600T  | Mai 19  | 06 (6)          | 016        | 2,3 GHz | 3,9 GHz | 035 W | 09 MB     |                               |
| Core i5-9500   | Mai 19  | 06 (6)          | 016        | 3,0 GHz | 4,4 GHz | 065 W | 09 MB     |                               |
| Core i5-9500T  | Mai 19  | 06 (6)          | 016        | 2,2 GHz | 3,7 GHz | 035 W | 09 MB     |                               |
| Core i5-9400   | Mrz. 19 | 06 (6)          | 016        | 2,9 GHz | 4,1 GHz | 065 W | 09 MB     |                               |
| Core i3-9350K  | Mrz. 19 | 04 (4)          | 016        | 4,0 GHz | 4,6 GHz | 091 W | 08 MB     |                               |
| Core i3-9100   | Mai 19  | 04 (4)          | 016        | 3,6 GHz | 4,2 GHz | 065 W | 06 MB     |                               |

### Cannon Lake-Mikroarchitektur

#### Cannon Lake (8. Generation)
Marktstart am 15. Mai 2018. Sparsamer Mobilprozessor ohne Grafikeinheit. Mustergeräte waren verfügbar seit Ende Dezember 2018, der Chip kam wegen Fertigungsproblemen im 10-nm-Prozess nie in die Massenfertigung, es wurden nie Endgeräte mit diesen Chips verkauft. Cannon Lake wurde damit als 10-nm CPU-Architektur übersprungen, die ersten 10-nm-Geräte kamen mit Ice-Lake-CPUs (siehe unten).
| Modell        | Release | Kerne (Threads) | PCIe Lanes | Takt    | Takt    | TDP   | L3- Cache | Bemerkungen                                  |
| Modell        | Release | Kerne (Threads) | PCIe Lanes | Basis   | Turbo   | TDP   | L3- Cache | Bemerkungen                                  |
| ------------- | ------- | --------------- | ---------- | ------- | ------- | ----- | --------- | -------------------------------------------- |
| Core i3-8121U | Dez. 18 | 02 (4)          | 016        | 2,2 GHz | 3,2 GHz | 015 W | 04 MB     | keine integrierte GPU, Die-Fläche ca. 71 mm² |

### Whiskey Lake-Mikroarchitektur

#### Whiskey Lake (8. Generation)
Unter dem Namen Whiskey Lake werden nur Mobil-Prozessoren hergestellt. Die Low-Power-Versionen heißen Whiskey Lake, die Ultra-Low-Power-Versionen Amber Lake.
| Modell        | Release | Kerne (Threads) | PCIe Lanes | Takt    | Takt    | TDP             | L3- Cache | Bemerkungen            |
| Modell        | Release | Kerne (Threads) | PCIe Lanes | Basis   | Turbo   | TDP             | L3- Cache | Bemerkungen            |
| ------------- | ------- | --------------- | ---------- | ------- | ------- | --------------- | --------- | ---------------------- |
| Core i7-8565U | Aug. 18 | 04 (8)          | 016        | 1,8 GHz | 4,6 GHz | 015 W (10–25 W) | 08 MB     | Intel UHD Graphics 620 |
| Core i5-8265U | Aug. 18 | 04 (8)          | 016        | 1,6 GHz | 4,1 GHz | 015 W (10–25 W) | 06 MB     | Intel UHD Graphics 620 |
| Core i3-8145U | Aug. 18 | 02 (4)          | 016        | 2,1 GHz | 3,9 GHz | 015 W (10–25 W) | 04 MB     | Intel UHD Graphics 620 |

| Modell        | Release | Kerne (Threads) | PCIe Lanes | Takt    | Takt    | TDP   | L3- Cache | Bemerkungen            |
| Modell        | Release | Kerne (Threads) | PCIe Lanes | Basis   | Turbo   | TDP   | L3- Cache | Bemerkungen            |
| ------------- | ------- | --------------- | ---------- | ------- | ------- | ----- | --------- | ---------------------- |
| Core i5-8200Y | Aug. 18 | 02 (4)          | 010        | 1,3 GHz | 3,9 GHz | 005 W | 04 MB     | Intel UHD Graphics 615 |

### Comet Lake-Mikroarchitektur

#### Comet Lake (10. Generation)
Bei Comet-Lake handelt es sich um eine weitere Generation in Intels 14-nm-Technologie.
Die interne Grafik unterstützt weiterhin nur HDMI 1.4 mit maximal 30 Hz Bildrate bei UHD-Auflösung.
Bei Comet-Lake handelt es sich um Desktop-CPUs mit einer TDP von 35, 65, 95 oder 125 W. Es werden maximal 128 GByte DDR4-2933-RAM (i7 und i9) bzw. DDR4-2666 (i3 und i5) unterstützt. Es wird AVX2 unterstützt. Das Übertakten der RAMs ist nur noch bei den Z-Chipsätzen möglich, obwohl die RAM-Kanäle unabhängig vom Chipsatz direkt an die CPU angeschlossen sind.
| Modell         | Release | Kerne (Threads) | PCIe Lanes | Takt    | Takt    | TDP   | L3- Cache | Bemerkungen            |
| Modell         | Release | Kerne (Threads) | PCIe Lanes | Basis   | Turbo   | TDP   | L3- Cache | Bemerkungen            |
| -------------- | ------- | --------------- | ---------- | ------- | ------- | ----- | --------- | ---------------------- |
| Core i9-10900K | Q2 20   | 10 (20)         | 016        | 3,7 GHz | 5,3 GHz | 125 W | 20 MB     | Intel UHD Graphics 615 |
| Core i3-10100T | Q2 20   | 04 (8)          | 016        | 3,0 GHz | 3,8 GHz | 035 W | 06 MB     | Intel UHD Graphics 615 |

Bei Comet-Lake-U handelt es sich um Low-Power-CPUs mit einer maximalen TDP von 15 W, die vom Hersteller zwischen 12,5 und 25 W konfigurierbar ist. Es werden maximal 64 GByte DDR4-2666, LPDDR3-2133 oder LPDDR4-2933 unterstützt. Es wird AVX2 unterstützt.
| Modell         | Release | Kerne (Threads) | PCIe Lanes | Takt    | Takt    | TDP   | L3- Cache | Bemerkungen        |
| Modell         | Release | Kerne (Threads) | PCIe Lanes | Basis   | Turbo   | TDP   | L3- Cache | Bemerkungen        |
| -------------- | ------- | --------------- | ---------- | ------- | ------- | ----- | --------- | ------------------ |
| Core i7-10710U | Aug. 19 | 06 (12)         | 016        | 1,1 GHz | 4,7 GHz | 015 W | 12 MB     | Intel UHD Graphics |
| Core i7-10510U | Aug. 19 | 04 (8)          | 016        | 1,8 GHz | 4,9 GHz | 015 W | 08 MB     | Intel UHD Graphics |
| Core i5-10210U | Aug. 19 | 04 (8)          | 016        | 1,6 GHz | 4,2 GHz | 015 W | 06 MB     | Intel UHD Graphics |
| Core i3-10110U | Aug. 19 | 02 (4)          | 016        | 2,1 GHz | 4,1 GHz | 015 W | 04 MB     | Intel UHD Graphics |

Bei der 10. Generation von Amber-Lake handelt es sich um Ultra-Low-Power-CPUs mit einer maximalen TDP von 7 W, die vom Hersteller zwischen 5,5 und 9 W konfigurierbar ist. Es werden maximal 16 GByte LPDDR3-2133 oder DDR3L-1600 unterstützt. Die Befehlsatzunterstützung endet bei SSE 4.1, es wird kein AVX unterstützt.
| Modell         | Release | Kerne (Threads) | PCIe Lanes | Takt    | Takt    | TDP   | L3- Cache | Bemerkungen        |
| Modell         | Release | Kerne (Threads) | PCIe Lanes | Basis   | Turbo   | TDP   | L3- Cache | Bemerkungen        |
| -------------- | ------- | --------------- | ---------- | ------- | ------- | ----- | --------- | ------------------ |
| Core i7-10510Y | Aug. 19 | 04 (8)          | 010        | 1,2 GHz | 4,5 GHz | 007 W | 08 MB     | Intel UHD Graphics |
| Core i7-10210Y | Aug. 19 | 04 (8)          | 010        | 1,0 GHz | 4,0 GHz | 007 W | 06 MB     | Intel UHD Graphics |
| Core i7-10110Y | Aug. 19 | 02 (4)          | 010        | 1,0 GHz | 4,0 GHz | 007 W | 04 MB     | Intel UHD Graphics |

### Cascade Lake-Mikroarchitektur

#### Cascade Lake (10. Generation)
Diese Baureihe ist wie Skylake-X eine Wiederverwendung der Xeon-Server-CPUs aus der Cascade-Lake Baureihe mit einem eigenen Sockel (Sockel 2066) für 4 DDR4-Hauptspeicherkanäle und erfordert deshalb wieder eigene Hauptplatinen. Als Chipsatz wird wie bei Skylake-X der X299 verwendet, so dass Cascade-Lake-X sockelkompatibel zu Skylake-X CPUs ist (siehe Intel-Cascade-Lake-Mikroarchitektur und Intel Xeon (Cascade Lake)).
| Modell          | Release | Kerne (Threads) | PCIe Lanes | Takt    | Takt    | TDP   | L3- Cache | Bemerkungen |
| Modell          | Release | Kerne (Threads) | PCIe Lanes | Basis   | Turbo   | TDP   | L3- Cache | Bemerkungen |
| --------------- | ------- | --------------- | ---------- | ------- | ------- | ----- | --------- | ----------- |
| Core i9-10980XE | Q4 19   | 18 (36)         | 048        | 3,0 GHz | 4,6 GHz | 165 W | 24¾ MB    |             |
| Core i9-10940X  | Q4 19   | 14 (28)         | 048        | 3,3 GHz | 4,6 GHz | 165 W | 19¼ MB    |             |
| Core i9-10920X  | Q4 19   | 12 (24)         | 048        | 3,5 GHz | 4,6 GHz | 165 W | 19¼ MB    |             |
| Core i9-10900X  | Q4 19   | 10 (20)         | 048        | 3,7 GHz | 4,5 GHz | 165 W | 19¼ MB    |             |

### Cypress Cove-Mikroarchitektur

#### Rocket Lake (11. Generation)
„Rück-Portierung“ von Tiger Lake auf die 14 nm-Technologie.
- HDMI 2.0-Unterstützung
- AVX-512-Unterstützung
- vergrößerte Caches

Die I/O-Bandbreite wird erstmals seit Frühjahr 2012 wieder erhöht und befindet sich auf dem Niveau der AMD Ryzen 3000-Architektur.
- am Prozessor angebundene PCI-Express-Lanes (16 ⟶ 40 GB/s)
  - Wechsel von PCI-Express 3.0 zu 4.0
  - Erhöhung der Anzahl der PCI-Express-Lanes von 16 auf 20
- am PCH angebundene PCI-Express-Lanes (4 ⟶ 8 GB/s)
  - Wechsel der Anbindung von DMI 3.0 x 4 zu DMI 3.0 x 8
  - Weiterhin PCI 3.0, allerdings doppelte Gesamtbandbreite
- Gesamtbandbreite: 20 ⟶ 48 GB/s

| Modell         | Release | Kerne (Threads) | PCIe Lanes | Takt    | Takt    | TDP   | L3- Cache | Bemerkungen       |
| Modell         | Release | Kerne (Threads) | PCIe Lanes | Basis   | Turbo   | TDP   | L3- Cache | Bemerkungen       |
| -------------- | ------- | --------------- | ---------- | ------- | ------- | ----- | --------- | ----------------- |
| Core i9-11900K | Mrz. 21 | 8 (16)          | 020        | 3,5 GHz | 5,2 GHz | 125 W | 16 MB     | 24,0 mm × 11,7 mm |
| Core i7-11700K | Mrz. 21 | 8 (16)          | 020        | 3,6 GHz | 5,0 GHz | 125 W | 16 MB     | 24,0 mm × 11,7 mm |

### Sunny Cove-Mikroarchitektur
Ice Lake stellt nach über vier Jahren die erste Überarbeitung der Skylake-Architektur dar, die sich nicht nur auf kleine Änderungen beschränkt, sondern die Performance bei gleichem Takt um knapp 20 % verbessert. AVX-512 wird nun auch bei Nicht-Server-CPUs unterstützt.

#### Ice Lake (10. Generation)
- Marktstart am 1. August 2019
- Sparsamer Mobilprozessor
- System-on-a-Chip, eigentliche CPU belegt bei Quadcore nur noch knapp 25 % der Chipfläche
- Native Unterstützung von typischen Notebook-Funktionen
- Wahrscheinlich gar keine klassischen CPU-PCI-Express-Lanes mehr, nur noch PCI-Express-Lanes über den Platform Controller Hub
- Native Unterstützung von Thunderbolt 3 und USB 3.1
- Integrierte Grafik und DP 1.4
- Unterstützung von LP-DDR bis 3733 MT/s
- Intel IPU
- Neuer Gaussian Neural Accelerator

| Modell         | Release | Kerne (Threads) | PCIe Lanes | Takt    | Takt    | TDP  | L3- Cache | Bemerkungen                                         |
| Modell         | Release | Kerne (Threads) | PCIe Lanes | Basis   | Turbo   | TDP  | L3- Cache | Bemerkungen                                         |
| -------------- | ------- | --------------- | ---------- | ------- | ------- | ---- | --------- | --------------------------------------------------- |
| Core i7-1065G7 | Aug. 19 | 04 (8)          | 016        | 1,3 GHz | 3,9 GHz | 15 W | 08 MB     | Die: 11,44 mm×10,71 mm = 122,5 mm² 4× Thunderbolt 3 |
| Core i7-1060G7 | Aug. 19 | 04 (8)          | 016        | 1,0 GHz | 3,8 GHz | 09 W | 08 MB     | Die: 11,44 mm×10,71 mm = 122,5 mm² 4× Thunderbolt 3 |
| Core i5-1035G7 | Aug. 19 | 04 (8)          | 016        | 1,1 GHz | 3,7 GHz | 15 W | 06 MB     | Die: 11,44 mm×10,71 mm = 122,5 mm² 4× Thunderbolt 3 |

### Sunny Cove- und Tremont-Mikroarchitektur

#### Lakefield (10. Generation, hybrid: 1 Core i-Kern und 4 Atom-Kerne)
- Marktstart: 10. Juni 2020
- sparsamer Mobilprozessor mit Grafikeinheit und integriertem Arbeitsspeicher
- verwendet Intels Foveros Technik, um Dies übereinander anzuordnen
- Basis-Die mit Chipsatz ist 92 mm² groß, CPU-Die mit CPU und Graphik ist 82 mm² groß
- gesamtes Package ist 12 mm × 12 mm × 1 mm groß[70]
- bis 8 GB LP-DDR4-4266 PoP-RAM direkt im Package integriert
- 7 W TDP im Turbomodus, max. 9 W TDP für i5-Variante
- extrem niedriger Stand-by-Verbrauch mit 2,5 mW Standby-SoC-Power

| Modell        | Release | Kerne (Threads) | PCIe Lanes | Takt    | Takt    | TDP  | L3- Cache | GPU      | GPU | Bemerkungen       |
| Modell        | Release | Kerne (Threads) | PCIe Lanes | Basis   | Turbo   | TDP  | L3- Cache | Takt     | EUs | Bemerkungen       |
| ------------- | ------- | --------------- | ---------- | ------- | ------- | ---- | --------- | -------- | --- | ----------------- |
| Core i5-L16G7 | Jun. 20 | 01+4 (5)        | 006        | 1,4 GHz | 3,0 GHz | 07 W | 04 MB     | 0,50 GHz | 064 | Die-Fläche 82 mm² |
| Core i3-L16G4 | Jun. 20 | 01+4 (5)        | 006        | 0,8 GHz | 2,8 GHz | 07 W | 04 MB     | 0,50 GHz | 048 | Die-Fläche 82 mm² |

### Willow Cove-Mikroarchitektur

#### Tiger Lake (11. Generation)
Veröffentlichung 2. September 2020 Lediglich der Intel Core i3, Core i5 und Core i7 sind in ihrer 11. Generation erschienen. Beide Modelle des Core i3 erschienen nur mit 2 Kernen und 4 Threads. Die neueste Variante des Core i7 kann auf bis zu 4,8 GHz takten.
| Modell         | Release | Kerne (Threads) | PCIe Lanes | Takt          | Takt    | TDP       | L3- Cache | GPU      | GPU | Bemerkungen       |
| Modell         | Release | Kerne (Threads) | PCIe Lanes | Basis         | Turbo   | TDP       | L3- Cache | Takt     | EUs | Bemerkungen       |
| -------------- | ------- | --------------- | ---------- | ------------- | ------- | --------- | --------- | -------- | --- | ----------------- |
| Core i7-1160G7 | Sep. 20 | 04 (8)          | 00?        | 0,9...2,1 GHz | 4,4 GHz | 07...15 W | 12 MB     | 1,10 GHz | 096 | 13,5 mm × 10,7 mm |

### Golden Cove- und Gracemont-Mikroarchitektur

#### Alder Lake (12. Generation)
Alder Lake ist der Codename der 12. Generation der Intel-Core-Processor-Familie. Obwohl ein Desktop-Prozessor handelt es sich ähnlich wie bei Lakefield-Prozessoren um eine hybride Technologie aus langsameren Gracemont-Kernen und schnellen Golden-Cove-Kernen. Der Prozessor wird in der 10 nm++-Technologie hergestellt, als Sockel findet ein neuer LGA 1700 Verwendung. Die CPUs unterstützen je nach Mainboard DDR4- oder DDR5-RAM.
| Modell         | Release | PCIe Lanes          | Kerne (Threads) | Kerne (Threads) | Takt (GHz) | Takt (GHz) | Takt (GHz) | Takt (GHz) | L3- Cache | TDP   | GPU      | GPU | Bemerkungen       |
| Modell         | Release | PCIe Lanes          | Kerne (Threads) | Kerne (Threads) | P-Kerne    | P-Kerne    | E-Kerne    | E-Kerne    | L3- Cache | TDP   | GPU      | GPU | Bemerkungen       |
| Modell         | Release | PCIe Lanes          | P-Kerne         | E-Kerne         | Max        | Turbo      | Max        | Turbo      | L3- Cache | TDP   | Takt     | EUs | Bemerkungen       |
| -------------- | ------- | ------------------- | --------------- | --------------- | ---------- | ---------- | ---------- | ---------- | --------- | ----- | -------- | --- | ----------------- |
| Core i9-12900K | Nov. 21 | 16 (Gen5) 04 (Gen4) | 08 (16)         | 08 (8)          | 5,2        | 5,1        | 3,9        | 3,2        | 30 MB     | 241 W | 1,55 GHz | 032 | 20,5 mm × 10,5 mm |
| Core i7-12700K | Nov. 21 | 16 (Gen5) 04 (Gen4) | 08 (16)         | 04 (4)          | 5,0        | 4,9        | 3,8        | 3,6        | 25 MB     | 190 W | 1,50 GHz | 032 | 20,5 mm × 10,5 mm |
| Core i5-12600K | Nov. 21 | 16 (Gen5) 04 (Gen4) | 06 (12)         | 04 (4)          | 4,9        | 4,9        | 3,6        | 3,6        | 20 MB     | 150 W | 1,45 GHz | 032 | 20,5 mm × 10,5 mm |

### Raptor Cove- und Gracemont-Mikroarchitektur

#### Raptor Lake (13. Generation)
Die CPUs unterstützen je nach Mainboard DDR4- oder DDR5-RAM.
| CPU     | i7-860 (2009) |         | i7-7700K (2017) | i7-8700K (2017) | i9-9900K (2018) | i9-10900K (2020) | i9-11900K (2021) | i9-12900K (2021) | i9-13900K (2022) |
| L1-Inst | 4×32          | 4×32    | 6×32            | 8×32            | 10×32           | 8×32             | 8×32 + 8×64      | 8×32 + 16×64     |                  |
| L1-Data | 4×32          | 4×32    | 6×32            | 8×32            | 10×32           | 8×48             | 8×48 + 8×32      | 8×48 + 16×32     |                  |
| L2      | 4×256         | 4×256   | 6×256           | 8×256           | 10×256          | 8×512            | 8×1280 + 2×2048  | 8×2048 + 4×4096  |                  |
| L3      | 4×2048        | 4×2048  | 6×2048          | 8×2048          | 10×2048         | 8×2048           | (8+2)×3072       | (8+4)×3072       |                  |
| Summe   | 9,2 MiB       | 9,2 MiB | 13,9 MiB        | 18,5 MiB        | 23,1 MiB        | 20,6 MiB         | 45,4 MiB         | 62,1 MiB         |                  |

| Modell         | Release | PCIe Lanes          | Kerne (Threads) | Kerne (Threads) | Takt    | Takt    | Takt    | Takt    | L3- Cache | TDP   | GPU      | GPU | Bemerkungen       |
| Modell         | Release | PCIe Lanes          | Kerne (Threads) | Kerne (Threads) | P-Kerne | P-Kerne | E-Kerne | E-Kerne | L3- Cache | TDP   | GPU      | GPU | Bemerkungen       |
| Modell         | Release | PCIe Lanes          | P-Kerne         | E-Kerne         | Max     | Turbo   | Max     | Turbo   | L3- Cache | TDP   | Takt     | EUs | Bemerkungen       |
| -------------- | ------- | ------------------- | --------------- | --------------- | ------- | ------- | ------- | ------- | --------- | ----- | -------- | --- | ----------------- |
| Core i9-13900K | Okt. 22 | 16 (Gen5) 04 (Gen4) | 08 (16)         | 16 (16)         | 5,8 GHz | 5,7 GHz | ?,? GHz | 4,3 GHz | 36 MB     | 253 W | 1,65 GHz | 032 | 23,8 mm × 10,8 mm |
| Core i7-13700K | Okt. 22 | 16 (Gen5) 04 (Gen4) | 08 (16)         | 08 (8)          | 5,4 GHz | 5,3 GHz | ?,? GHz | 4,2 GHz | 30 MB     | 253 W | 1,60 GHz | 032 | 23,8 mm × 10,8 mm |
| Core i5-13600K | Okt. 22 | 16 (Gen5) 04 (Gen4) | 06 (12)         | 08 (8)          | 5,1 GHz | 5,1 GHz | ?,? GHz | 3,9 GHz | 24 MB     | 181 W | 1,50 GHz | 032 | 23,8 mm × 10,8 mm |

#### Raptor Lake Refresh (14. Generation)
Die CPUs unterstützen je nach Mainboard DDR4- oder DDR5-RAM.
| CPU     | i7-860 (2009) |         | i7-7700K (2017) | i7-8700K (2017) | i9-9900K (2018) | i9-10900K (2020) | i9-11900K (2021) | i9-12900K (2021) | i9-13900K (2022) | i9-14900K (2023) |
| L1-Inst | 4×32          | 4×32    | 6×32            | 8×32            | 10×32           | 8×32             | 8×32 + 8×64      | 8×32 + 16×64     | 8×32 + 16×64     |                  |
| L1-Data | 4×32          | 4×32    | 6×32            | 8×32            | 10×32           | 8×48             | 8×48 + 8×32      | 8×48 + 16×32     | 8×48 + 16×32     |                  |
| L2      | 4×256         | 4×256   | 6×256           | 8×256           | 10×256          | 8×512            | 8×1280 + 2×2048  | 8×2048 + 4×4096  | 8×2048 + 4×4096  |                  |
| L3      | 4×2048        | 4×2048  | 6×2048          | 8×2048          | 10×2048         | 8×2048           | (8+2)×3072       | (8+4)×3072       | (8+4)×3072       |                  |
| Summe   | 9,2 MiB       | 9,2 MiB | 13,9 MiB        | 18,5 MiB        | 23,1 MiB        | 20,6 MiB         | 45,4 MiB         | 62,1 MiB         | 62,1 MiB         |                  |

| Modell         | Release | PCIe Lanes          | Kerne (Threads) | Kerne (Threads) | Takt    | Takt    | Takt    | Takt    | L3- Cache | TDP   | GPU      | GPU | Bemerkungen |
| Modell         | Release | PCIe Lanes          | Kerne (Threads) | Kerne (Threads) | P-Kerne | P-Kerne | E-Kerne | E-Kerne | L3- Cache | TDP   | GPU      | GPU | Bemerkungen |
| Modell         | Release | PCIe Lanes          | P-Kerne         | E-Kerne         | Max     | Turbo   | Max     | Turbo   | L3- Cache | TDP   | Takt     | EUs | Bemerkungen |
| -------------- | ------- | ------------------- | --------------- | --------------- | ------- | ------- | ------- | ------- | --------- | ----- | -------- | --- | ----------- |
| Core i9-14900K | Okt. 23 | 16 (Gen5) 04 (Gen4) | 08 (16)         | 16 (16)         | 5,6 GHz | 6,0 GHz | ?,? GHz | 4,4 GHz | 36 MB     | 253 W | 1,65 GHz | 032 | ?           |
| Core i7-14700K | Okt. 23 | 16 (Gen5) 04 (Gen4) | 08 (16)         | 12 (12)         | 5,5 GHz | 5,6 GHz | ?,? GHz | 4,3 GHz | 33 MB     | 253 W | 1,60 GHz | 032 | ?           |
| Core i5-14600K | Okt. 23 | 16 (Gen5) 04 (Gen4) | 06 (12)         | 08 (8)          | 5,3 GHz | 5,3 GHz | ?,? GHz | 4,0 GHz | 24 MB     | 181 W | 1,55 GHz | 032 | ?           |

## Kühlungsprobleme
Zahlreiche Hardwarehersteller beklagten, dass Prozessoren ab der Generation Haswell unter Volllast zur Überhitzung neigen und bei gleichem Takt heißer werden als die Vorgänger-Prozessoren. Ursache ist eine Änderung im Produktionsverfahren, die von Intel mit Einführung der Generation Ivy-Bridge vorgenommen wurde. Hierbei wurde der Raum zwischen dem Die bzw. dem ungehäusten Prozessor und dem Heatspreader nicht mehr mit Indium (Wärmeleitfähigkeit: 82 W/K·m) verlötet, sondern mit einer Wärmeleitpaste (max. 12,5 W/K·m) aufgefüllt. Der thermische Widerstand steigt dadurch um etwa 0,1 K/W. Bei gleicher Verlustleistung und Kühlung werden die Prozessor-Dies dadurch 10 bis 13 K heißer.
Bei einigen Prozessoren der 9. Generation verlötet Intel die Heatspreader wieder, da zumindest die bisher vorgestellten Prozessoren alle einen Turbotakt von mindestens 4,6 GHz aufweisen.